# 克莱蒙费朗
克莱蒙费朗（法語：Clermont-Ferrand，法語發音：[klɛʁmɔ̃ feʁɑ̃] ⓘ），法国中南部城市，奥弗涅-罗讷-阿尔卑斯大区多姆山省的一个市镇，也是该省的省会和人口最多的城市，1982至2015年间曾为奥弗涅大区的首府。克莱蒙费朗位于法国中央高原腹地，利马涅平原西部，距离首都巴黎大约370公里，是一个区域性的政治文化中心，其市镇面积为42.67平方公里，2022年1月1日时人口数量为147751人，在法国市镇中排名第24位。2018年，原克莱蒙费朗城市公共社区晋升为克莱蒙奥弗涅都会区，成为法国21个都会区之一。
克莱蒙费朗历史悠久，早在公元前一世纪就已成为阿维尔尼人的活动中心，后成为奥弗涅伯国的首都。现代克莱蒙费朗由“克莱蒙”和“蒙费朗”两座城市于1630年合并而成，自法国大革命结束后一直为多姆山省的省会。
克莱蒙费朗是法国物理学家布莱兹·帕斯卡的故乡，米其林的总部所在地，也是法国重要的旅游城市之一。2018年7月，克莱蒙费朗西郊的谢讷德皮-利马涅断层构造区被列入联合国教科文组织《世界遗产名录》，成为了法国本土首个独立的世界自然遗产。

## 地名来源
“克莱蒙费朗”一名来源于“克莱蒙”和“蒙费朗”两座不同的城市：其中“克莱蒙”起源于罗马时期，其名称来源于“明亮山”；而“蒙费朗”则是中世纪中期新建的一座城市，彼时为奥弗涅伯国的行政中心。两城通过1630年签署的《特鲁瓦赦令》而实现合并。

## 历史

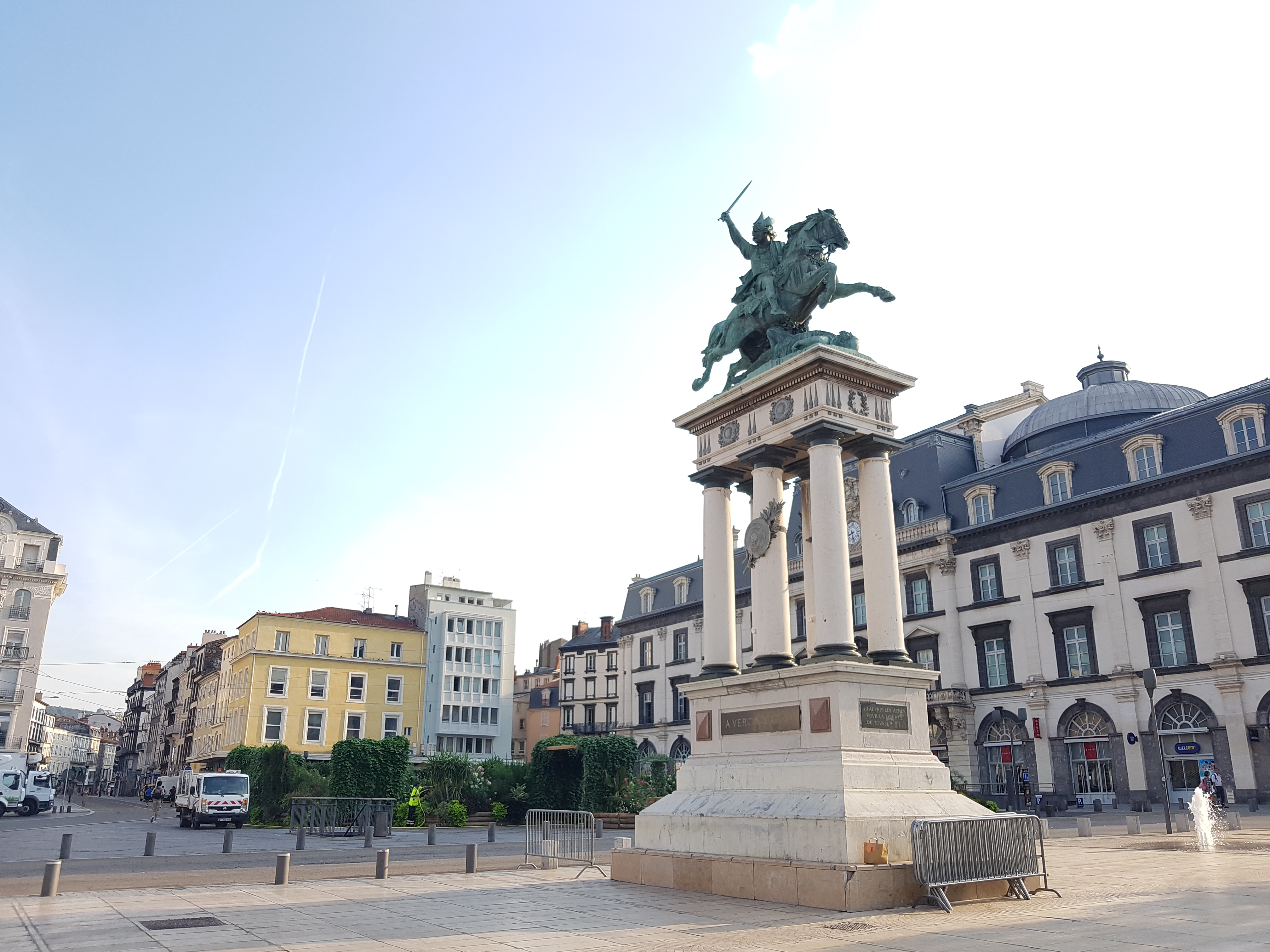
位于克莱蒙费朗市中心的维钦托利雕像

### 古典时期
克莱蒙费朗早在新石器时期就已出现人类活动，后逐渐形成阿维尔尼人，成为了高卢的重要部落，其定都内莫索斯，位于克莱蒙费朗附近，但具体城址尚未被确定；而主要城市热尔戈维的城址则位于今克莱蒙费朗市区以南大约20公里处。公元前一世纪中叶，凯撒大帝带兵入侵高卢，史称“高卢战争”。阿维尔尼人领袖维钦托利奋起反抗，但最终在阿莱西亚之战中败北。随后，罗马人建立奥古斯托内梅图姆，其城址基本与现代克莱蒙费朗主城区重合。该城位于桑特－里昂罗马大道上，尽管地势起伏较大，但市内的道路还是修建成为了棋盘状，而城内的供水则通过勒科洛比耶高架水渠（Aqueduc du Colombier）得以实现。公元三世纪后，奥弗涅伯国成立，奥古斯托内梅图姆由此逐渐更名为“阿韦尔尼”，并在城内修建了明亮山城堡，成为主教行政中心。公元471年，西哥特人入侵此地，并俘虏了当地的贵族埃克迪修斯。公元474年，西罗马帝国皇帝尼波斯放弃了这一地区，直到公元507年，克洛维一世才收复。

### 中世纪

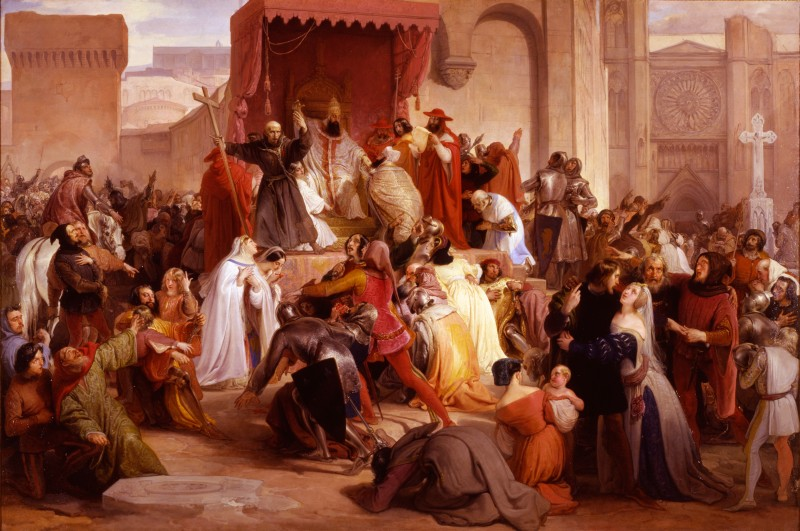
克莱蒙会议图

中世纪初，阿韦尔尼隶属于阿基坦王国，其间，主教阿维在此修建了港口聖母教堂。公元761年，矮子丕平率兵讨伐阿基坦王国，占领了阿韦尔尼及明亮山城堡，使其成为加洛林王朝的土地；而“明亮山”则逐渐代替“阿韦尔尼”，并衍变为“克莱蒙”，成为了这座城市的名称。公元9世纪，维京人曾两次攻占了这一地区。
1095年底，天主教会在克莱蒙举办的一场宗教会议，史称“克莱蒙会议”。教宗乌尔班二世在会上号召基督教徒前去征讨东方的异教徒，夺回圣地，从而引发了第一次十字军东征。
公元12世纪，因不满教会势力的扩张，奥弗涅伯爵搬离了克莱蒙，在其东北部新建立了“蒙费朗”，成为了奥弗涅伯国的行政中心，由此出现了两城对立的情况，并持续到中世纪末。1248年，克莱蒙圣母升天大教堂建成，成为了当地最高的建筑物并保持至今。
1490年，克莱蒙发生了特大地震，造成人员伤亡和市内多处建筑物被损毁。

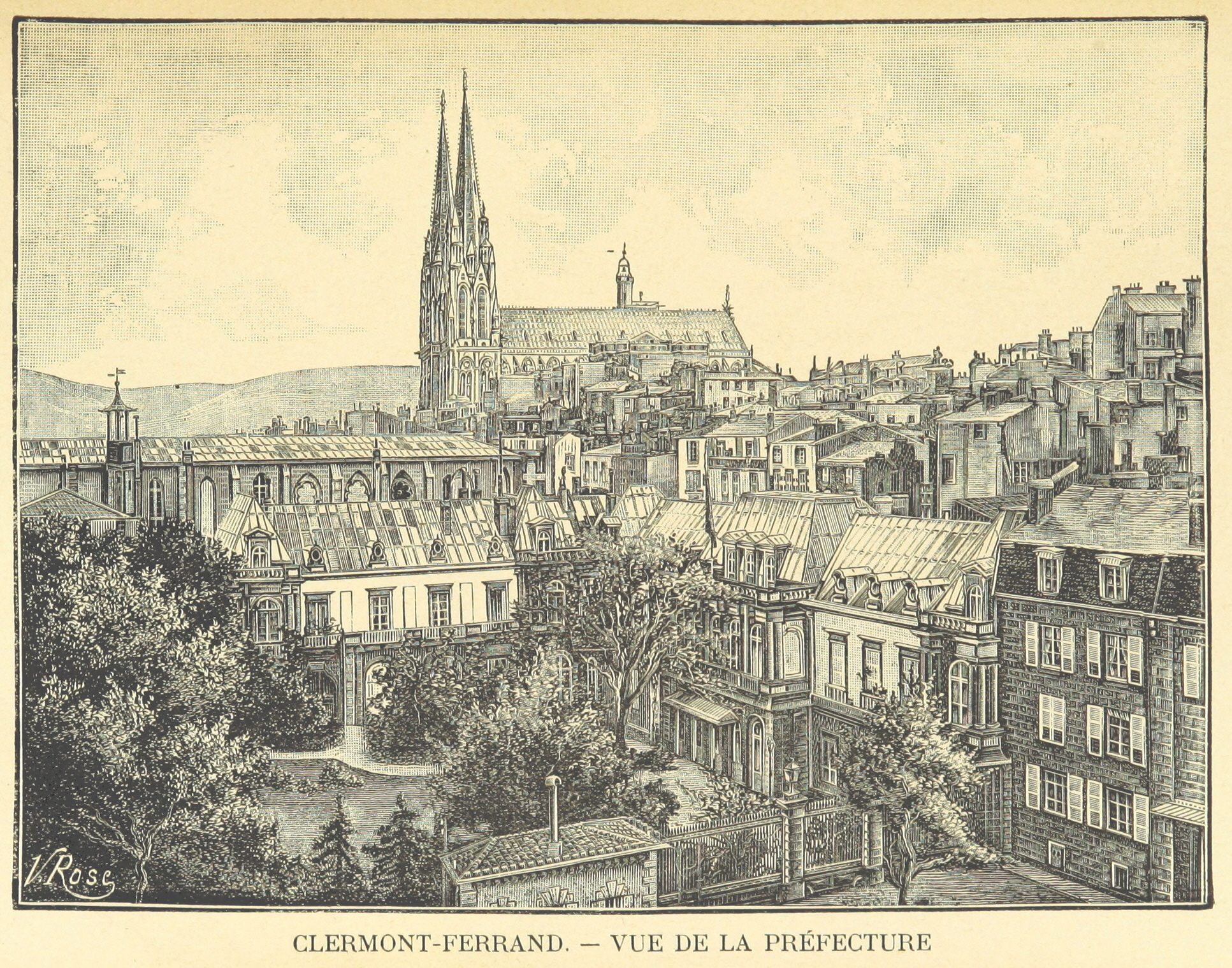
十九世纪末的克莱蒙费朗

### 近现代
奥弗涅贵族玛德莲的女儿凯瑟琳·德·美第奇于1533年与法兰西国王亨利二世联姻，奥弗涅至此被划入法兰西王国境内，成为了一个行省，而克莱蒙费朗成为了首府。1630年，根据《特鲁瓦赦令》，克莱蒙和蒙费朗两城正式合并，成为“克莱蒙费朗”。
法国大革命后，原奥弗涅行省北部地区组成“多姆山省”，克莱蒙费朗成为省会。此后，蒙费朗曾三次提出独立建市，但都未能成功。
十九世纪，克莱蒙费朗城市建设快速发展。至十九世纪末，克莱蒙费朗已成为法国重要的工商业城市和铁路枢纽，城市人口数量超过5万人，同时城市周边也出现了大量葡萄田和酒庄。1898年建立的米其林工厂则成为当地最大的工业部门，并于20世纪初逐渐发展成为跨国企业。
第二次世界大战初期，由纳粹德国扶持的傀儡政权曾短暂驻扎于克莱蒙费朗，后搬迁至克莱蒙费朗以北60公里外的维希，成为了维希法国的首都。其间，沦陷区内的斯特拉斯堡大学曾搬迁至克莱蒙费朗。1944年11月27日，法兰西内联军解放了克莱蒙费朗。
1982至2015年间，多姆山省曾与阿列省、康塔尔省和上卢瓦尔省共同组建了奥弗涅大区，克莱蒙费朗为大区首府。2016年1月1日起，该大区与相邻的罗讷-阿尔卑斯大区合并成为奥弗涅-罗讷-阿尔卑斯大区，首府迁至里昂。2018年1月1日，克莱蒙费朗城市公共社区升级为克莱蒙奥弗涅都会区，成为法国22个都会区之一。

## 地理
克莱蒙费朗位于法国中部偏南，奥弗涅-罗讷-阿尔卑斯大区的西部和多姆山省的中部，距离法国首都巴黎大约406公里，距离大区首府里昂大约165公里。与克莱蒙费朗接壤的市镇包括：布朗扎、欧比耶尔、欧纳、博蒙、塞巴扎、塞拉、沙马利耶尔、奥弗涅地区库尔农、迪尔托勒、热尔扎、朗德、奥尔西讷。

### 地形

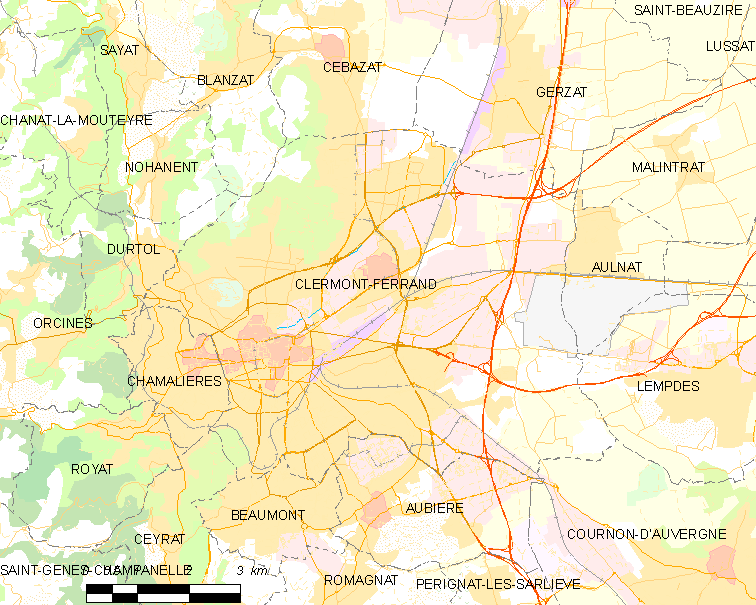
克莱蒙费朗市镇范围地图

克莱蒙费朗位于法国中央高原腹地，利马涅平原西部和谢讷德皮的山前冲积平原地带，市区西、南、北三面环山，地形自西向东逐渐降低，海拔在321至602米之间。市区内以丘陵地貌为主，部分街道的坡度超过10%。

### 地质
克莱蒙费朗市区坐落在一处古火山群当中，基岩以火山岩为主，部分地区的地表被现代沉积物覆盖。

### 水文

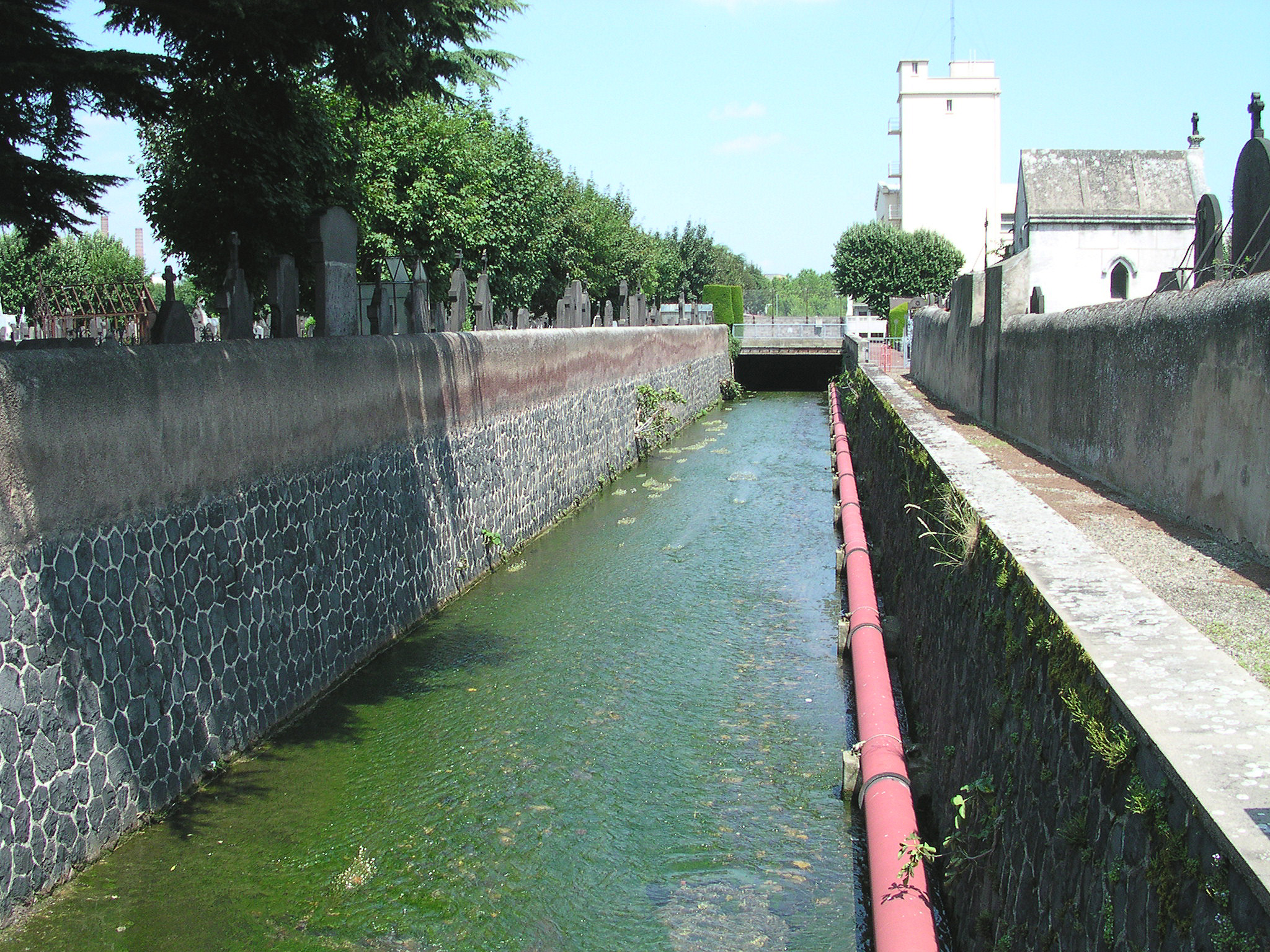
流经克莱蒙费朗市区的蒂尔泰讷河

克莱蒙费朗属于法国本土第一大水系－卢瓦尔河水系，但市区内没有大型水域。蒂尔泰讷、阿尔蒂耶尔和贝达三条河流流经克莱蒙费朗市区，其中蒂尔泰讷河横贯米其林工厂总部，阿尔蒂耶尔河上则建有生活污水处理厂。三条河流的平均宽度均不超过5米，且部分河段以地下水渠或管道的方式出现。

### 植被
克莱蒙费朗属于温带阔叶混交林，其中西部山区的常见树木包括山毛榉和桦树，而东部平原则以橡树为主。而在克莱蒙费朗市区，勒科克花园和蒙瑞泽公园则是两块主要的城市绿地。
在鲜花城市的评比中，克莱蒙费朗被评为3星级鲜花城市。

### 气候
克莱蒙费朗属于带有大陆性特征的温带海洋性气候。相比同纬度沿海地区，因距离海岸线较远，年温差略高且降水总量偏少，偶尔有极端天气发生。此外，因海拔相对偏高，地形较为封闭，克莱蒙费朗也有一些山地气候的特征。
克莱蒙费朗东郊的欧纳境内设有气象站，以下为该气象站的数据：
| 欧纳1981年－2019年  | 欧纳1981年－2019年 | 欧纳1981年－2019年 | 欧纳1981年－2019年 | 欧纳1981年－2019年 | 欧纳1981年－2019年 | 欧纳1981年－2019年 | 欧纳1981年－2019年 | 欧纳1981年－2019年 | 欧纳1981年－2019年 | 欧纳1981年－2019年 | 欧纳1981年－2019年 | 欧纳1981年－2019年 | 欧纳1981年－2019年 |
| 月份                | 1月                | 2月                | 3月                | 4月                | 5月                | 6月                | 7月                | 8月                | 9月                | 10月               | 11月               | 12月               | 全年               |
| ------------------- | ------------------ | ------------------ | ------------------ | ------------------ | ------------------ | ------------------ | ------------------ | ------------------ | ------------------ | ------------------ | ------------------ | ------------------ | ------------------ |
| 历史最高温 °C（°F） | 22.1 (71.8)        | 25.9 (78.6)        | 26.6 (79.9)        | 31.3 (88.3)        | 33 (91)            | 40.9 (105.6)       | 40.7 (105.3)       | 39.6 (103.3)       | 36.8 (98.2)        | 32.2 (90.0)        | 30 (86)            | 21.9 (71.4)        | 40.9 (105.6)       |
| 平均高温 °C（°F）   | 7.6 (45.7)         | 9.2 (48.6)         | 13.1 (55.6)        | 15.7 (60.3)        | 19.9 (67.8)        | 23.4 (74.1)        | 26.5 (79.7)        | 26.1 (79.0)        | 22.3 (72.1)        | 17.6 (63.7)        | 11.3 (52.3)        | 8 (46)             | 16.7 (62.1)        |
| 日均气温 °C（°F）   | 3.7 (38.7)         | 4.8 (40.6)         | 7.9 (46.2)         | 10.2 (50.4)        | 14.3 (57.7)        | 17.6 (63.7)        | 20.3 (68.5)        | 19.9 (67.8)        | 16.5 (61.7)        | 12.8 (55.0)        | 7.3 (45.1)         | 4.4 (39.9)         | 11.6 (52.9)        |
| 平均低温 °C（°F）   | −0.1 (31.8)        | 0.3 (32.5)         | 2.7 (36.9)         | 4.7 (40.5)         | 8.7 (47.7)         | 11.9 (53.4)        | 14 (57)            | 13.7 (56.7)        | 10.6 (51.1)        | 7.9 (46.2)         | 3.3 (37.9)         | 0.8 (33.4)         | 6.5 (43.7)         |
| 历史最低温 °C（°F） | −23.1 (−9.6)       | −29 (−20)          | −21.3 (−6.3)       | −7.1 (19.2)        | −4.2 (24.4)        | 1 (34)             | 3.8 (38.8)         | 2.4 (36.3)         | −3 (27)            | −9.2 (15.4)        | −11.8 (10.8)       | −25.8 (−14.4)      | −29 (−20)          |
| 平均降水量 mm（）   | 26.7 (1.05)        | 21.8 (0.86)        | 25.8 (1.02)        | 53.4 (2.10)        | 76.8 (3.02)        | 72.9 (2.87)        | 54.9 (2.16)        | 61.9 (2.44)        | 65.6 (2.58)        | 49 (1.9)           | 39.5 (1.56)        | 30.6 (1.20)        | 578.9 (22.79)      |
| 月均日照時數        | 88.9               | 108.4              | 161.4              | 173.5              | 197.9              | 225.2              | 249.2              | 234.8              | 185.4              | 135.1              | 84                 | 69.2               | 1,913              |
| 来源：Infoclimat    |                    |                    |                    |                    |                    |                    |                    |                    |                    |                    |                    |                    |                    |

## 行政区划

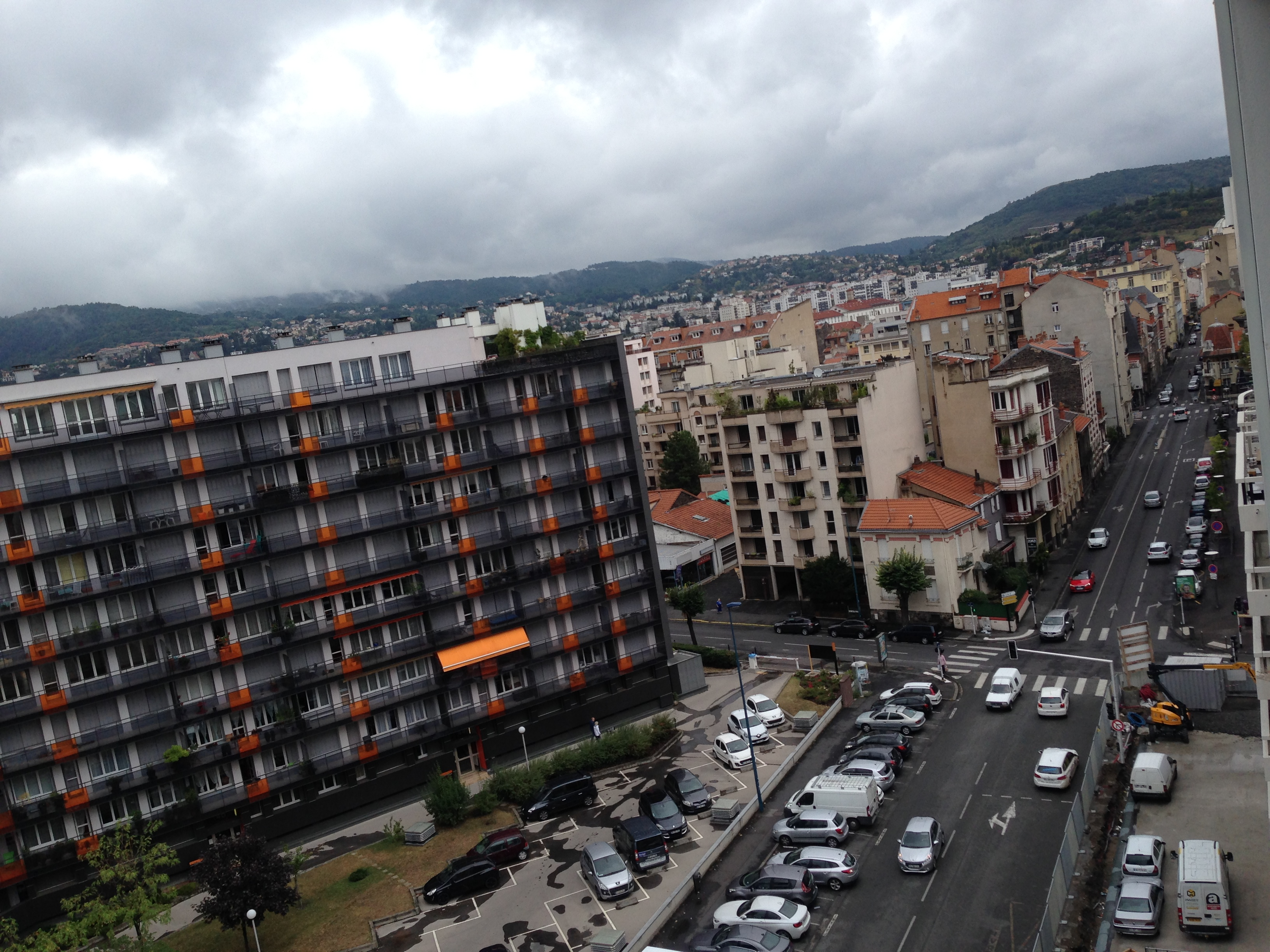
克莱蒙费朗的“盐场”街区

克莱蒙费朗是法国奥弗涅-罗讷-阿尔卑斯大区多姆山省的一个市镇，编号为63113，它也是多姆山省的省会。克莱蒙费朗下辖克莱蒙费朗区，隶属于多姆山省第一选区，同时克莱蒙费朗也是克莱蒙奥弗涅都会区的办公驻地。在2015年以前，克莱蒙费朗是克莱蒙费朗中央、东、东北、北、西、西南、南、东南和蒙费朗共9个县的行政中心。根据法国2014年出台的县级行政区划改革方案，自2015年1月1日起，克莱蒙费朗所辖的四个县被重新整合，成为第一、二、三、四、五、六共6个县，仅保留省级行政选举功能，且不再隶属于克莱蒙费朗区。
在市政管理方面，根据克莱蒙费朗市政府网站，克莱蒙费朗市区被分为了10个街区。此外，克莱蒙费朗自1994年起将市区划分为16个“居民区”，并实施居委会管理制度，其中居委会负责收集该区域内的居民意见，并定期向上级反馈，旨在促进克莱蒙费朗市民对日常市政事物的参与，同时搭建一个连接市长和市民的信息沟通渠道。
法国国家统计与经济研究所（简称）在进行数据统计时，将克莱蒙费朗及周边另外16个市镇设为克莱蒙费朗城市核心区，并将包括核心区在内的附近共182个市镇划为克莱蒙费朗城市区。自2020年起，克莱蒙费朗城市区被包含209个市镇的克莱蒙费朗城市辐射区代替。此外，还将克莱蒙费朗市镇分为了42个“块区”，以便于统计人口分布情况。
| 克莱蒙费朗行政区划 | 克莱蒙费朗行政区划 | 克莱蒙费朗行政区划 | 克莱蒙费朗行政区划  | 克莱蒙费朗行政区划 | 克莱蒙费朗行政区划 | 克莱蒙费朗行政区划 |
| --- | ------------------ | ------------------ | ------------------- | ------------------ | ------------------ | ------------------ |
| 尚普拉泰勒 · -平原 内拉十字架 冰库-尚特拉讷 · -克莱蒙岭 蒙费朗-莱比涅 东南 市中心 盐场- · 瓦利耶尔 圣雅各- · 南克莱蒙 ① ② ① = 莱韦尔涅 ② = 拉戈蒂耶尔 |                    |                    |                     |                    |                    |                    |
| 街区名称* | 街区原名           | 所含块区数量       | 人口数量 （2014年） |                    |                    |                    |
| 莱韦尔涅 |                    | 1                  | 3,628               |                    |                    |                    |
| 尚普拉泰勒-平原 |                    | 2                  | 4,789               |                    |                    |                    |
| 内拉十字架 |                    | 3                  | 7,542               |                    |                    |                    |
| 冰库-尚特拉讷-克莱蒙岭 |                    | 8                  | 24,330              |                    |                    |                    |
| 蒙费朗-莱比涅 |                    | 6                  | 21,475              |                    |                    |                    |
| 拉戈蒂耶尔 |                    | 1                  | 5,184               |                    |                    |                    |
| 东南 |                    | 6                  | 23,952              |                    |                    |                    |
| 市中心 |                    | 6                  | 21,943              |                    |                    |                    |
| 盐场-瓦利耶尔 |                    | 3                  | 11,368              |                    |                    |                    |
| 圣雅各-南克莱蒙 |                    | 5                  | 17,357              |                    |                    |                    |
| *中文名称非官方正式翻译，仅供参考 |                    |                    |                     |                    |                    |                    |

## 交通

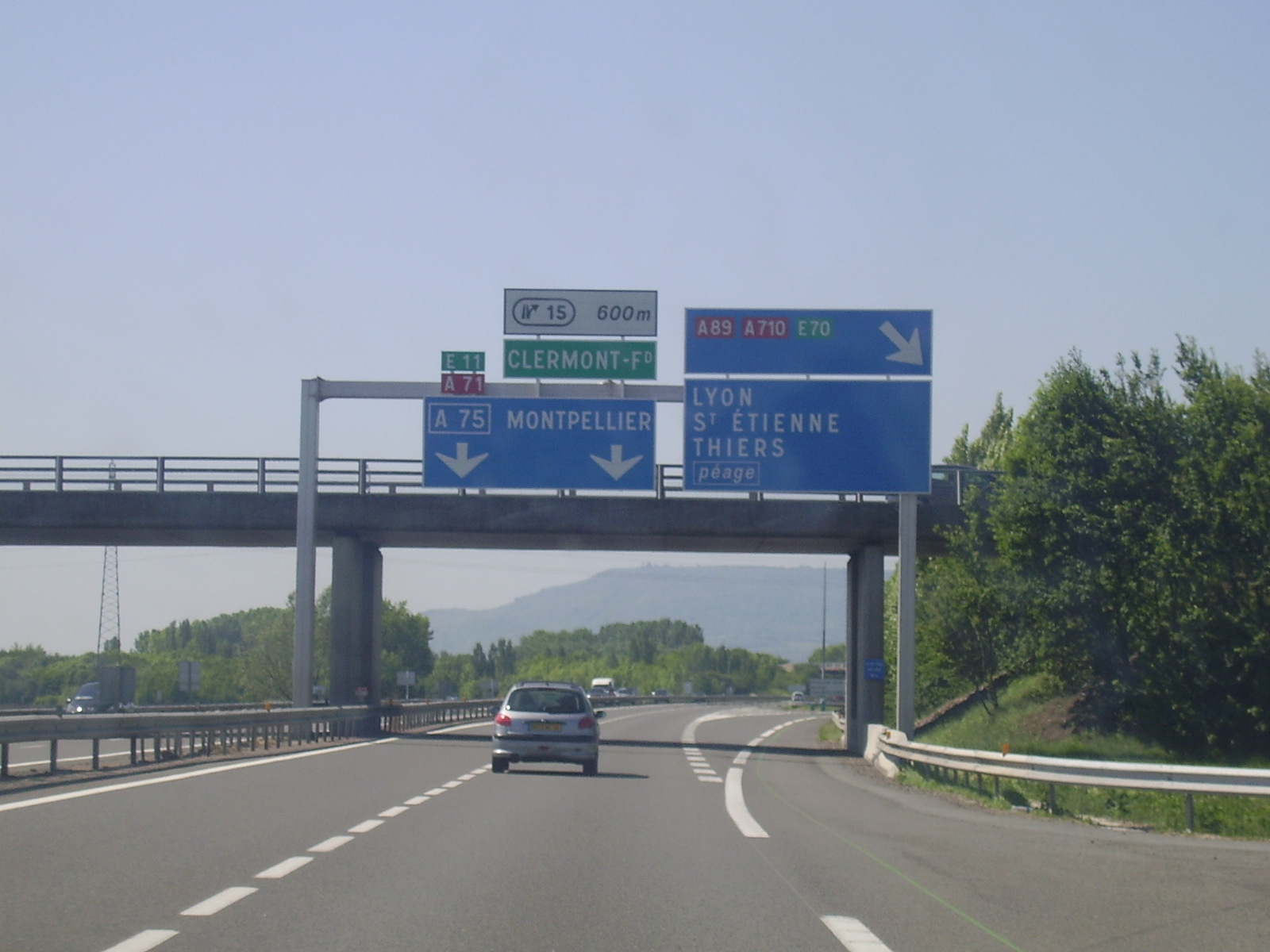
A71和A89高速公路交汇处

### 公路
克莱蒙费朗是法国中南部的一个重要公路枢纽，法国国家A71、A75、A89三条干线高速公路和A710、A711、A712三条地方高速公路过境克莱蒙费朗，其中A75纵贯中央高原，直通地中海，于2004年全线建成通车，是法国少有的几条免费高速公路之一。法国国道N89线和十余条多姆山省省道也在克莱蒙费朗交汇。而克莱蒙费朗市区内的道路建设与管理则由克莱蒙奥弗涅都会区负责。
| 巴黎-奥尔良门 | 416 |

| 里昂-佩拉什 | 163 |

| 波尔多 | 375 |

| 蒙彼利埃 | 333 |

| 圣艾蒂安 | 140 |

| 奥尔良 | 298 |

| 布尔日 | 189 |

| 维希 | 70 |

| 利摩日 | 175 |

| 布里夫 | 168 |

| 欧里亚克 | 158 |

| 盖雷 | 127 |

| 蒂勒 | 141 |

| 于塞勒 | 85 |

| 欧比松 | 88 |

| 沙马利耶尔 | 3 |

| 蒙吕松 | 95 |

| 穆兰 | 102 |

| 维希 | 56 |

| 罗阿讷 | 102 |

| 蒂耶尔 | 44 |

| 里永 | 15 |

| 沃尔维克 | 15 |

| 加纳 | 47 |

| 勒皮 | 125 |

| 芒德 | 173 |

| 罗德兹 | 211 |

| 布里尤德 | 71 |

| 圣弗卢尔 | 101 |

| 伊苏瓦尔 | 39 |

| 比永 | 25 |

| 奥弗涅地区库尔农 | 10 |

2015年，63.3%的克莱蒙费朗居民拥有至少一辆私人汽车。根据街区人口密度，克莱蒙费朗市区的街边停车场被划为了四个不同的收费区。2016年，克莱蒙费朗市区内共发生交通事故40起，比前一年降低了24%。
克莱蒙费朗汽车站位于盐场-瓦利耶尔街区内，自由大街和巴斯德大道的交汇处，是一个大型的露天客运车站，设有15个站台，该站停靠由多姆山省城际客运提供的前往省内主要城市的班车线路；而一些国际性的客运公司也提供由克莱蒙费朗出发或途径克莱蒙费朗，前往巴黎、里昂、马赛、雷恩、波尔多、格勒诺布尔、图尔、南特、昂热、蒙彼利埃等地的大巴车线路，并可联程中转前往法国乃至欧洲各地。此外，克莱蒙费朗火车站的南侧广场也设有一个长途巴士停靠点，由奥弗涅-罗讷-阿尔卑斯大区公共交通公司运营，每天开行前往圣艾蒂安、芒德、蒙多尔、莫里亚克、于塞勒、欧比松等地的大巴车线路。

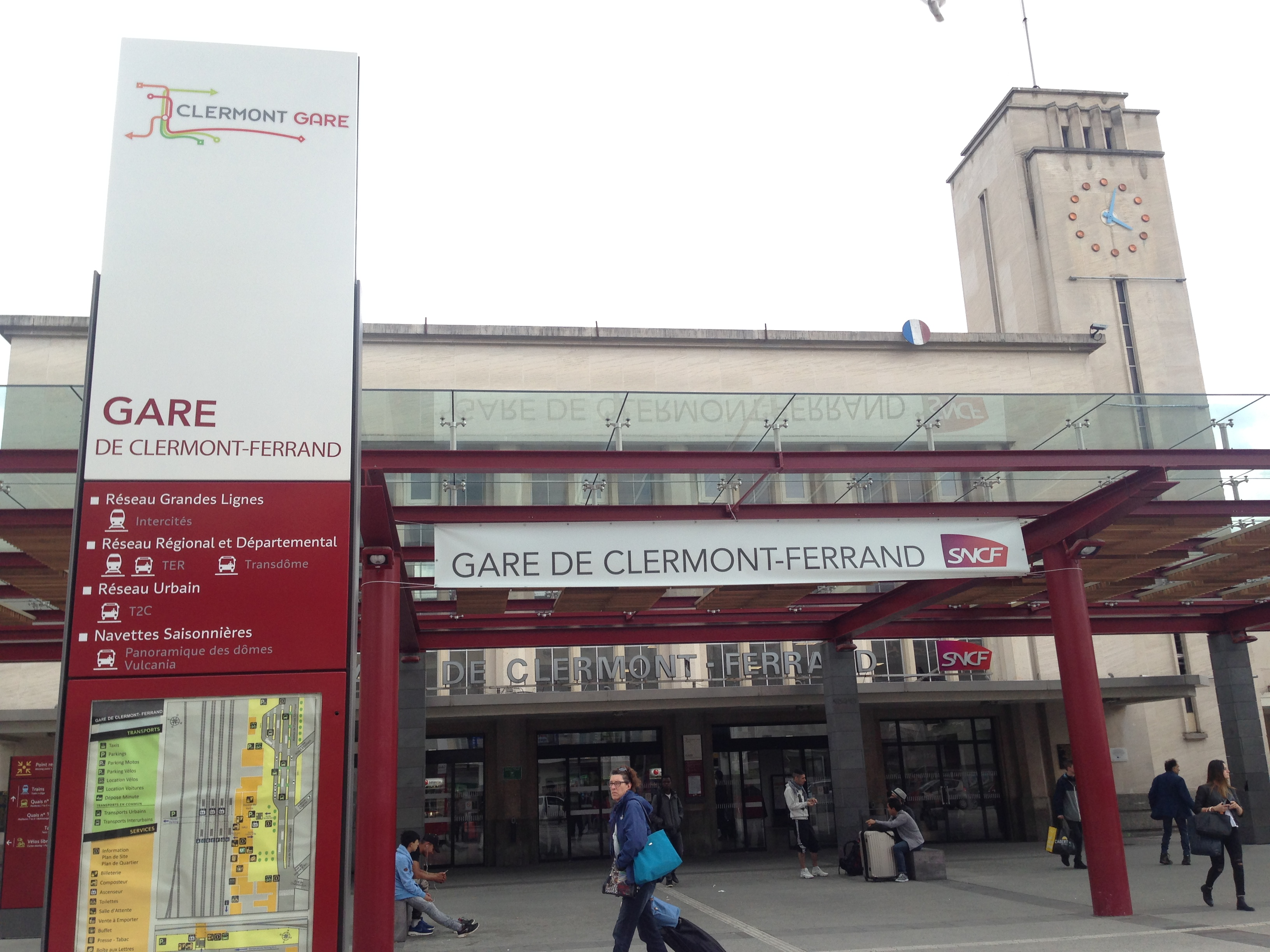
克莱蒙费朗火车站北侧入口

### 铁路
克莱蒙费朗是法国中南部的一个区域性铁路枢纽，圣日耳曼代福塞－尼姆、克莱蒙费朗－圣瑞斯特和埃居朗德－克莱蒙费朗三条铁路在此交汇。克莱蒙费朗火车站位于老城区东部，该站每天开行前往巴黎的城际列车，途径里永、维希、穆兰和讷韦尔四个城市，全程平均旅行时间约三个半小时，此外还开行前往贝济耶方向的长途列车，以及前往穆兰、蒙吕松、里昂、欧里亚克、勒皮、尼姆、蒂耶尔、沃尔维克等地的区域列车。2017年，克莱蒙费朗火车站共发送旅客数量达359.3万。
除克莱蒙费朗站外，克莱蒙费朗市区内还有拉帕迪约和调车场两个铁路乘降所，供当地居民通勤使用。
克莱蒙费朗是法国人口最多的没有任何高速列车服务的城市，巴黎－奥尔良－克莱蒙费朗－里昂高速铁路建设计划曾于20世纪末被提出，根据计划，克莱蒙费朗至巴黎间的铁路旅行时间将缩短至两小时以内。但因财政问题，该工程于2018年被“不优先考虑”。

### 航空

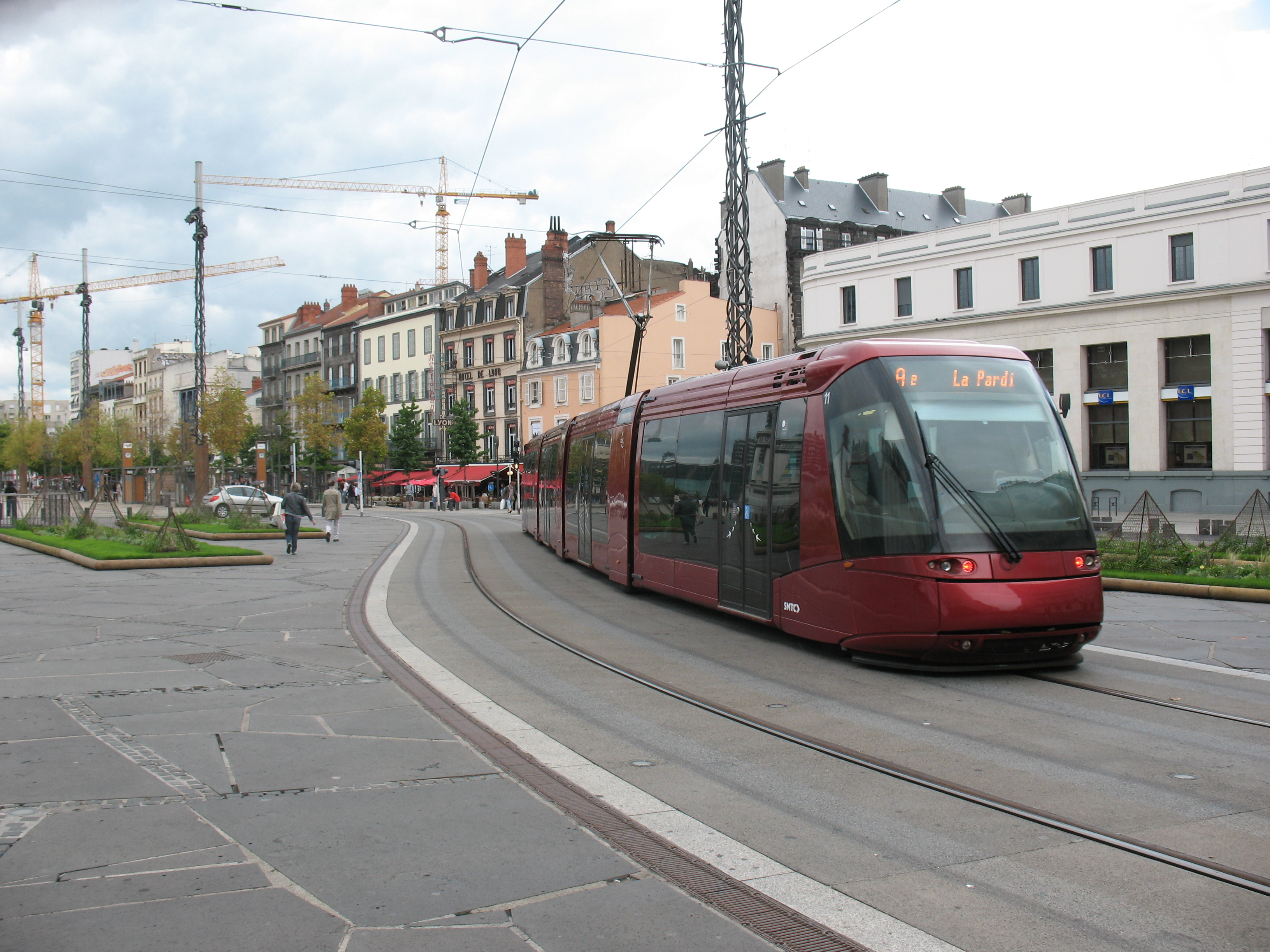
克莱蒙费朗有轨电车

克莱蒙费朗奥弗涅机场建于1916年，位于克莱蒙费朗市区东郊的欧尔纳境内，距离市区大约10公里。该机场开行前往巴黎、梅斯-南锡、伦敦、里斯本、马拉喀什、阿姆斯特丹等地的常规航线。

### 城市公共交通
克莱蒙费朗城市圈公共交通由克莱蒙奥弗涅都会区直管。截止2019年8月，该交通网络共包括1条有轨电车线路、2条大容量公交车线路、27条常规线路、1条夜间线路以及多条定制公交线路，其线路网覆盖了克莱蒙费朗市区的所有街区以及克莱蒙奥弗涅都会区内的所有市镇。
克莱蒙费朗有轨电车开通于2006年，采用劳尔电车系统以克服当地的地形高差。但由于维护费用昂贵，加之其线路未能经过火车站，故该有轨电车系统在当地受到了争议。

## 政治

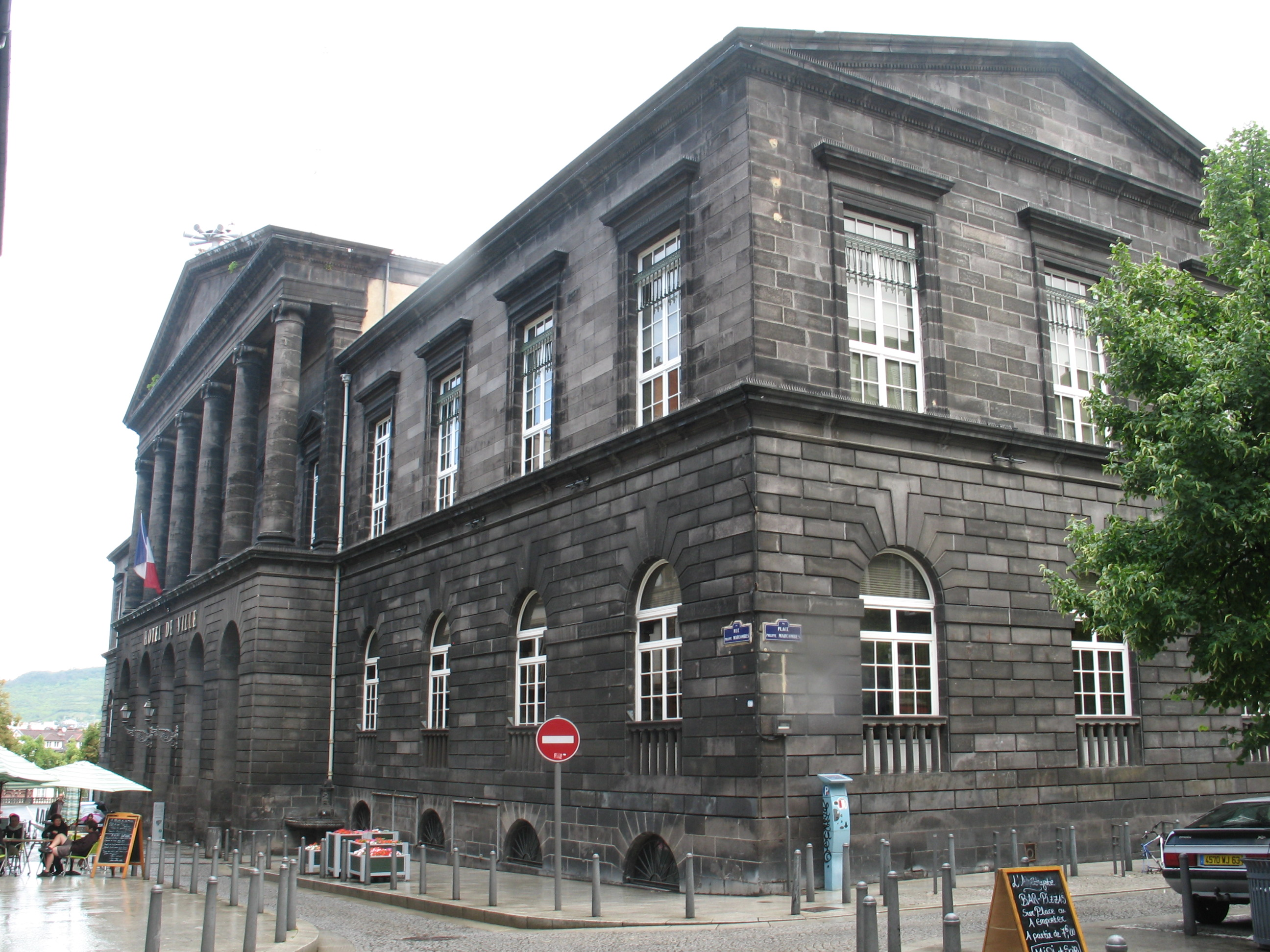
克莱蒙费朗市政厅

克莱蒙费朗现任市长为奥利维耶·比安基先生，他是社会党的一名成员，自2014年起担任，在2020年的市政选举中获得48.42%的支持率。
| 克莱蒙费朗历届市长 |                   |                                |
| 任期               | 市长              | 党派                           |
| 1944年－1973年     | 加布里埃尔·蒙皮耶 | SFIO工人国际法国支部 →PS社会党 |
| 1973年－1997年     | 罗歇·基约         | PS社会党                       |
| 1997年－2014年     | 塞尔日·戈达尔     | PS社会党                       |
| 2014年－           | 奥利维耶·比安基   | PS社会党                       |

在2017年法国大选的第一轮和第二轮选举当中，法国现任总统马克龙在克莱蒙费朗分别获得26.69%和71.89%的支持率，均居所有候选人首位。

## 人口
2018年，克莱蒙费朗市镇人口数量为146,734，在法国排名第22位。其中男性68,262人，女性75,624人，75岁及以上人口占7.2%，外籍人口数量为50,077人，人口密度为3,439人/平方公里，当地居民被称为（男性）或（女性）。2019年，克莱蒙费朗境内出生1,794人，死亡人口1,126人。
| 年份   | 1936    | 1946    | 1954    | 1962    | 1968    | 1975    | 1982    | 1990    | 1999    | 2006    | 2011    | 2016    | 2018    |
| ------ | ------- | ------- | ------- | ------- | ------- | ------- | ------- | ------- | ------- | ------- | ------- | ------- | ------- |
| 人口數 | 101,128 | 108,090 | 113,391 | 127,547 | 148,759 | 156,763 | 147,224 | 136,181 | 137,140 | 138,992 | 140,957 | 142,686 | 146,734 |

## 经济

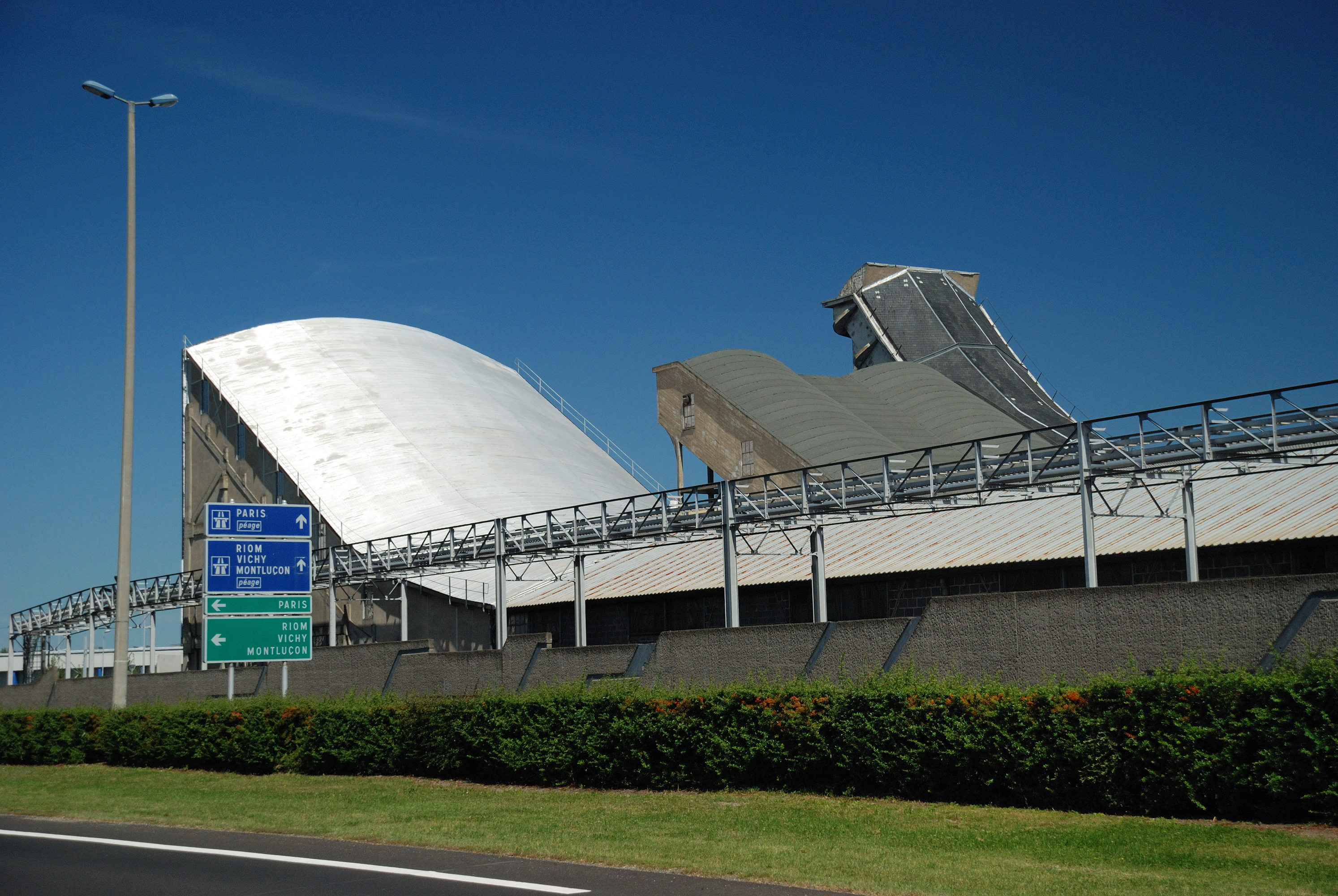
米其林试车场

克莱蒙费朗是这一地区的工商业中心和多姆山省工商会的所在地。当地共有各类用人单位22,162家，平均历史为15年，其中97.75%为中小型企业（PME）。特朗西蒂尔（Transityre France SA）、米其林（Compagnie Generale Des Etablissements Michelin - Cgem）及泰阿实验室（Laboratoires Thea）是当地最盈利的三家企业，其2019年的营业额分别为1,812,154,342欧元、1,034,805,000欧元和359,397,039欧元。

### 第一产业
克莱蒙费朗所在的利马涅平原地势平坦，土地肥沃，是法国中央高原腹地重要的农业产区，主要农作物包括小麦、黑小麦、大麦、裸麥、玉米等，油料作物也占有一定的比例；而克莱蒙费朗西部的多姆山山地则以畜牧业为农业支柱。

### 第二产业

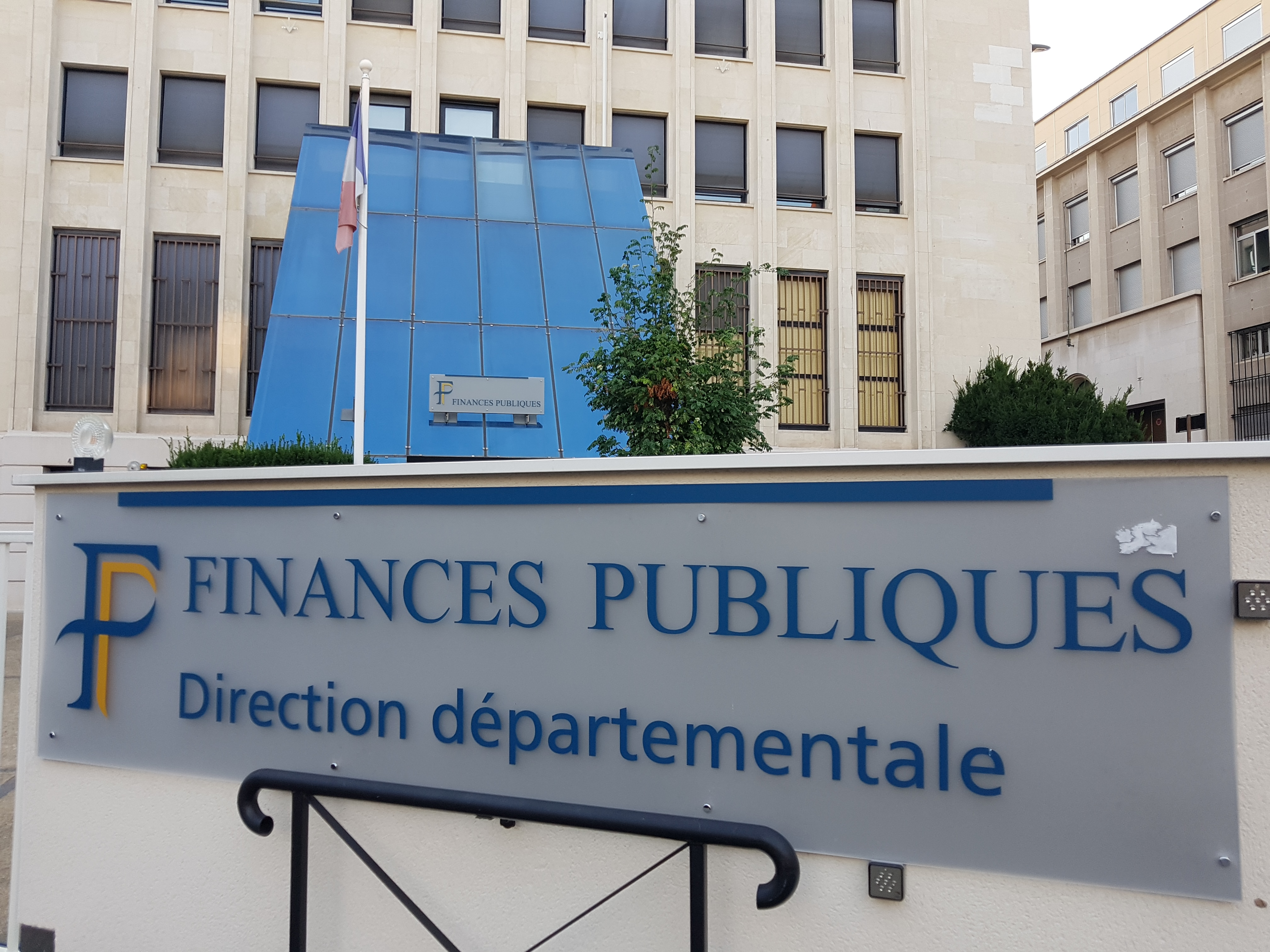
多姆山省公共财政局

克莱蒙费朗是区域性的工业中心，主要工业部门包括金属、航空、电气、医药等。米其林是这一地区最重要的生产企业，也是法国本土仅有的两家总部在大巴黎地区以外的世界500强企业之一。

### 第三产业
在第三产业方面，克莱蒙费朗是法国重要的科教中心，汇集了多所高等学府和科研机构；同时，克莱蒙费朗也因其历史文化遗产和独特的山地景观而成为法国重要的旅游城市之一。在2018年《法国快讯周刊》举办的一次《法国最吸引人的50座大城市》中，克莱蒙费朗名列第六位，在奥弗涅-罗讷-阿尔卑斯大区内排名第一。

## 财政和收入
2019年，克莱蒙费朗的财政收入总额为169,476,000欧元，财政支出总额为157,013,000欧元，当年的债务总额为178,243,000欧元。2020年，克莱蒙费朗共获得24,604,047欧元的国家财政补助，比上一年增加了0.02%。
2017年，克莱蒙费朗的人均月收入总额为2,164欧元，其中高级职员为3,783欧元，低于法国平均水平（4,214欧元）；中级职员为2,216欧元，低于法国平均水平（2,353欧元）；普通职员为1,614欧元，亦低于法国平均水平（1,690欧元）。
2017年，克莱蒙费朗境内的青壮年（15至64岁）失业率为18.1%，当地50%的家庭拥有纳税资格，平均纳税3,131欧元，低于法国平均水平（3,888欧元）。

## 社会事务

### 科教

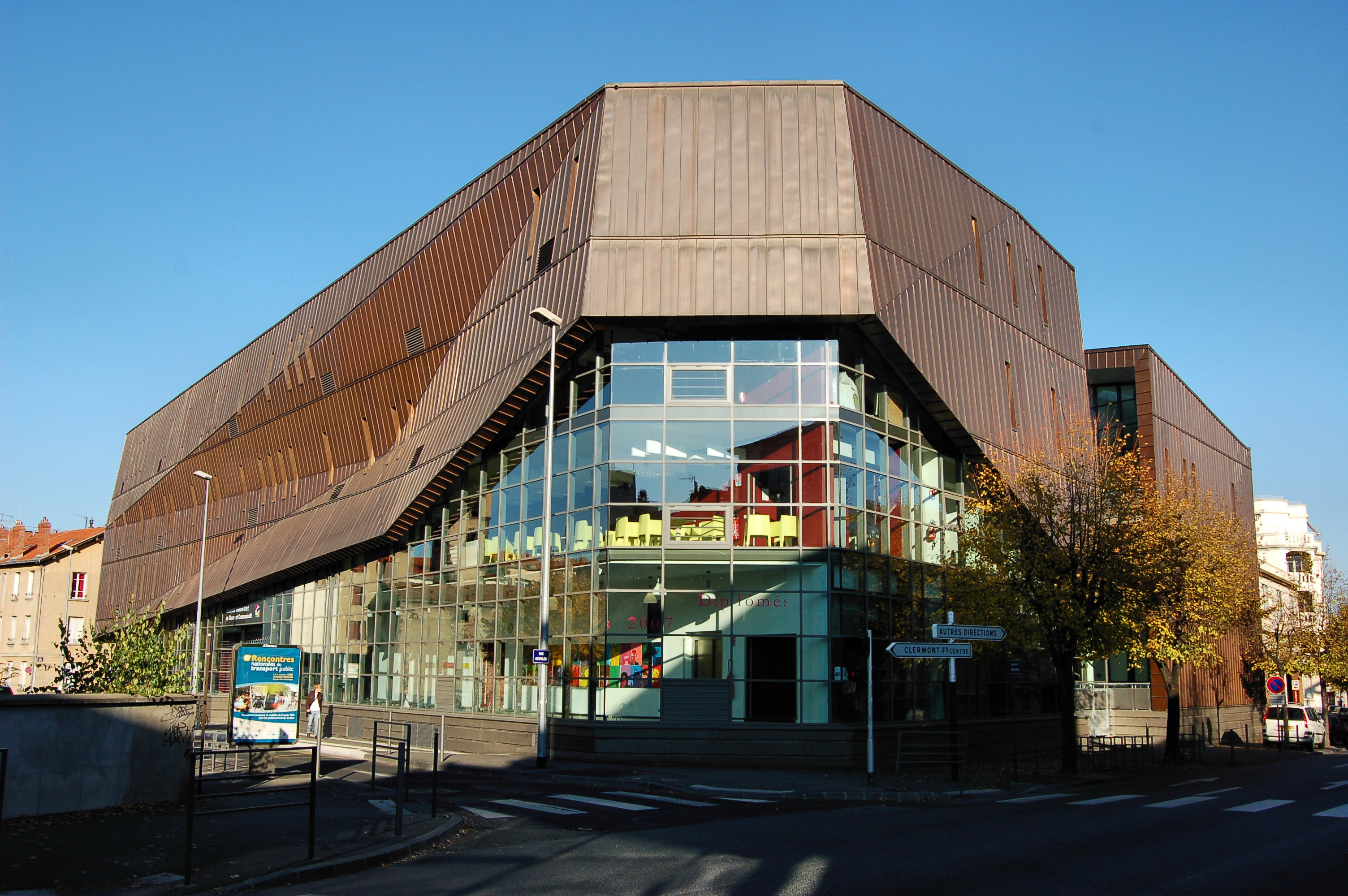
克莱蒙都会高等艺术学校

克莱蒙费朗是克莱蒙费朗学区的总部所在地。截止2018年底，克莱蒙费朗境内共有32所幼儿园、38所小学、13所初级中学、10所普通高中和11所职业高中，其中两所学校设有大学校预科班。2019年，克莱蒙费朗的芬乃伦高级中学（Lycée Fénelon）毕业生的会考综合通过率为100%，其中12分以上（满分20分）的人数占88%，在法国2295所高中里面排名第55位，居克莱蒙费朗和多姆山省首位。2018－2019年学年度，克莱蒙费朗境内中等阶段在校学生总人数为14,919人。
克莱蒙费朗也是法国的一座大学城。克莱蒙-奥弗涅大学成立于2017年，由奥弗涅大学和布莱兹·帕斯卡大学两所法国公立综合性大学合并而成。2018年，该校共设有10个科系、2个大学技术学院、4所学校和1个音乐学院，学生总数达3.5万人，其下属的综合理工学院和信息学院，以及独立的克莱蒙SIGMA工程师学校和国立高等农业环境科学学院均为法国205所工程师学校；克莱蒙费朗国立高等建筑学校是法国文化部直属的20所学校之一，总部位于巴黎-萨克雷的生命与环境科学工业学院在克莱蒙费朗也设有校区。此外还有克莱蒙高等商业学校、克莱蒙都会高等艺术学校，以及非学历制的国立公共财政培训学校和孔子学院等。
克莱蒙费朗的主要科教机构集中在市区南部的莱塞佐科教园内，包括帕斯卡研究院（Institut Pascal）、克莱蒙费朗地球物理观测站、克莱蒙费朗物理实验室等。

### 医疗
截止2018年1月1日，克莱蒙费朗境内共有全科医生156名、保健师122名、牙医139名、护士142名、耳科医生7名、眼科医生23名、皮肤科医生21名、助产士18名、儿科医生4名和妇科医生19名。市区内共有药房60家。
克莱蒙费朗大学附属中心医院是法国30所教學醫院之一，亦是多姆山省境内最大的综合性医疗机构，该医院在克莱蒙费朗附近设有四个病区：
- 加布里埃尔·蒙皮耶医院（CHU Gabriel-Montpied）[社 26]，位于克莱蒙费朗市区南部，莱塞佐科教园（法语：Campus des Cézeaux）内。
- 埃斯坦医院（法语：Hôpital d'Estaing），位于克莱蒙费朗市区东部。
- 北区医院（CHU Hôpital Nord）[社 27]，位于克莱蒙费朗北郊的塞巴扎境内。
- 萨布兰疗养院（法语：Hôpital-sanatorium Sabourin）。

另外，克莱蒙费朗境内还有4家私人医院（Clinique）、16家养老院和26处残疾人帮扶中心。

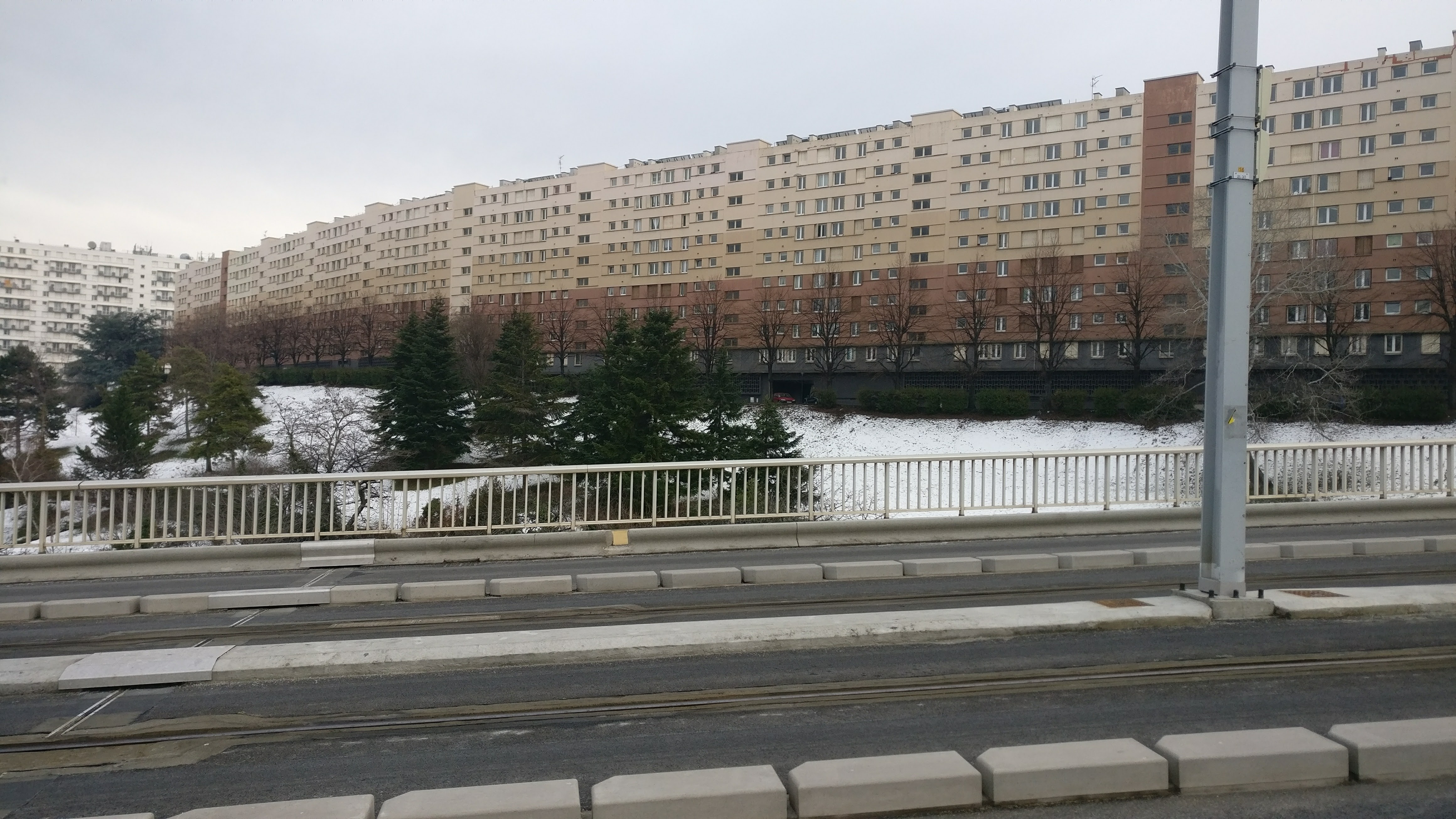
克莱蒙费朗“中国长城”集中式居民区

### 住房
2015年，克莱蒙费朗境内共各类居民住房87,351处，比上一年增加了560处。其中87.5%为常住居民住房。
克莱蒙费朗境内的住房建设规划及改造由克莱蒙奥弗涅都会区负责，并实施由国家住房部颁布的各类计划和法案。2014年，克莱蒙费朗城市公共社区提出了《2014－2024城市改造计划》，克莱蒙费朗市内的北圣雅各（Saint Jacques Nord）、拉戈蒂耶尔（La Gauthière）和莱韦尔涅（Les Vergnes）三个片区被列为重点改造区域，旨在提高综合生活环境，并协调公共设施和部门之间的运作。

### 商业

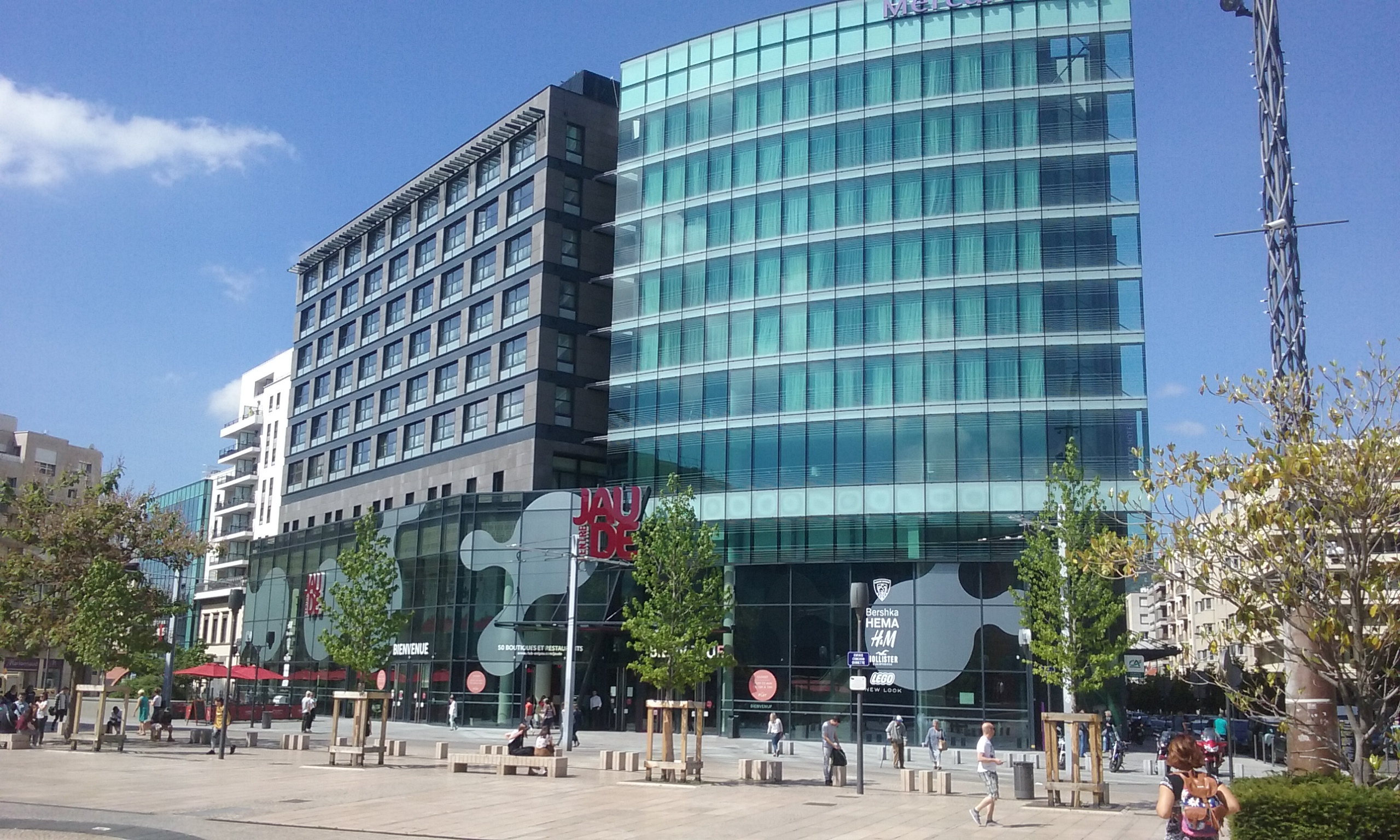
克莱蒙费朗“若德”商业中心

2018年，克莱蒙费朗境内共有各类实体商铺3,768家，其中餐厅768家、大型超市34家、杂货店59家、面包房105家、肉铺44家、书店45家、装饰品店17家、银行门店23家、美容美发店220家、汽车维修店128家，个体性的商铺主要位于克莱蒙费朗的老城内，若德和纳卡拉商业广场（La Galerie Nacarat）是克莱蒙费朗主要的购物中心，而大型商场则分布于市区东南部和北部。

### 体育
截止2019年初，克莱蒙费朗共包括5处游泳池，31个健身房，3个体育场，39个网球场，1个马术训练中心、17个足球或橄榄球场和13个篮球或排球场。克莱蒙费朗市政府下辖管理市属体育中心，而克莱蒙奥弗涅都会区则负责提供其地域范围内的多个体育项目的训练场地。
克莱蒙-奥弗涅体育会是克莱蒙费朗的一支橄榄球俱乐部，成立于1911年，曾获得过2次法国橄榄球联赛冠军和12次亚军，2019至2020赛季参加法国橄榄球冠军联赛。
克莱蒙足球俱乐部是克莱蒙费朗的一个足球俱乐部，和橄榄球俱乐部一道成立于1911年，自2002年起成为法国职业足球队，2019至2020赛季参加法国足球乙级联赛。其主场为加布里埃尔·蒙皮耶体育场，以原克莱蒙费朗市长加布里埃尔·蒙皮耶先生命名，可容纳观众超过1万人，位于市区北部。
此外，克莱蒙费朗还有维希-克莱蒙篮球俱乐部、克莱蒙费朗手球俱乐部等团体性体育俱乐部。

### 环境

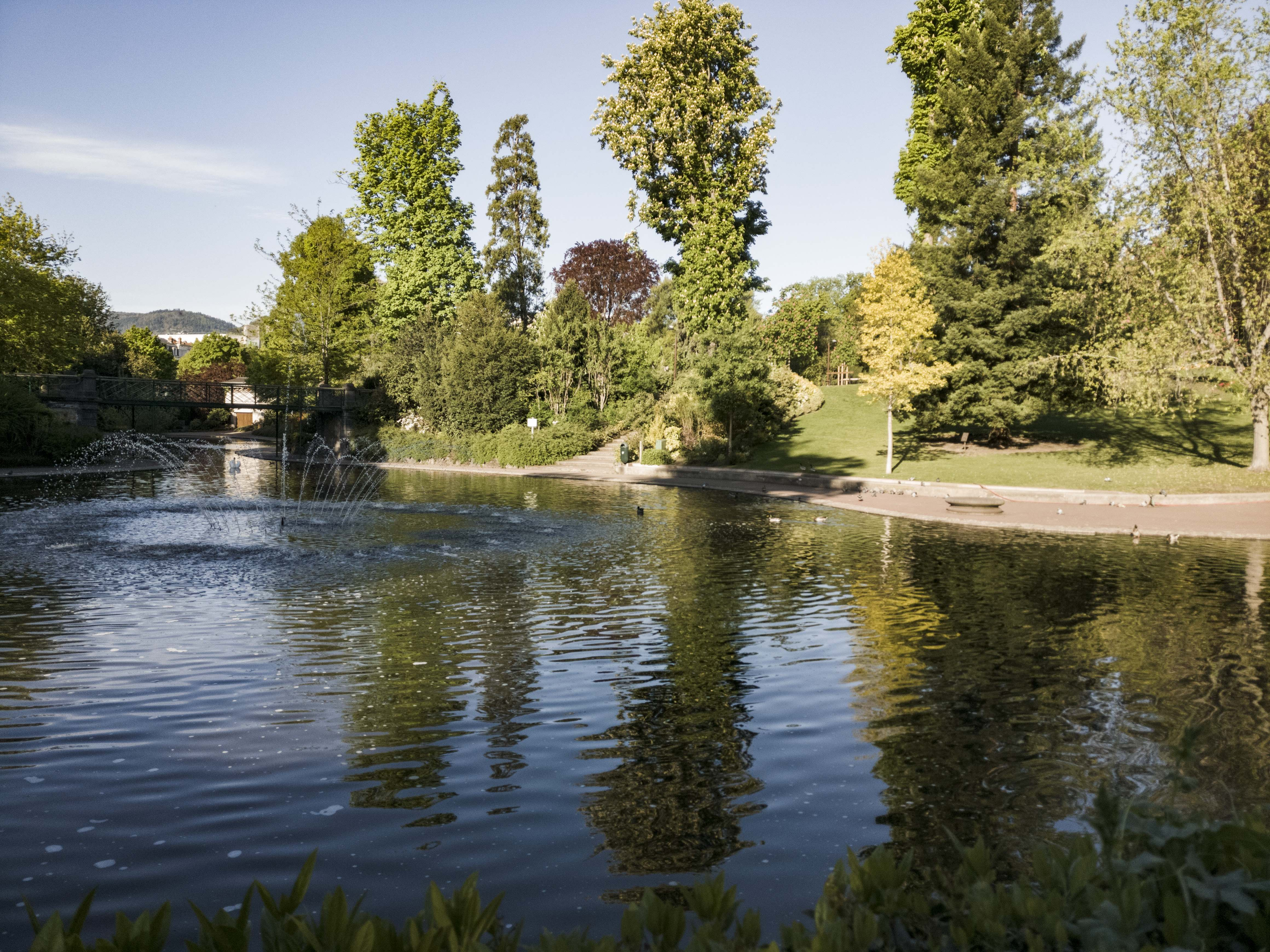
勒科克花园

克莱蒙费朗境内的环境和可持续发展事务由克莱蒙奥弗涅都会区负责。截止2019年8月，都会区内共有7处垃圾处理中心和3处污水处理中心，可满足克莱蒙费朗的日常城市运作。
2015年，克莱蒙费朗市区内共有7家污染企业，当年的一氧化碳浓度为374µg/m³，二氧化氮浓度平均值为31.8 µg/m³，臭氧浓度平均值为54µg/m³，二氧化硫浓度平均值为1µg/m³，颗粒物平均值为18.5µg/m³。

### 治安
克莱蒙费朗市区内共有一个派出所、一个国家宪兵队和一个消防站。2013年发生的菲尤娜事件曾一度成为当年法国重要刑事案件之一。
2014年，克莱蒙费朗及其附近地区共发生各类案件11,118起，其中盗窃类案件7,329起，占总数的65.9%；经济类案件998起，占总数的9%，毒品交易和运输案件494起，占总数4.4%。

## 文化

克莱蒙费朗及附近区域交通干线略图

2019年，克莱蒙费朗境内共有5家剧场、6家电影院、3处博物馆和1家音乐厅。1873年建成的亨利·勒科克自然历史博物馆是当地重要的文化设施。此外，克莱蒙费朗奥弗涅都会区提供数十家多媒体中心，其中四家位于克莱蒙费朗市区，向公众全年开放。

### 城市规划
克莱蒙费朗市区位于多姆山东侧的一处坡地上，市镇范围则包括了其东侧大片平原地区，尽管地形起伏较大，但市区内的大部分街道较为笔直，因此部分路段斜度较大。若德广场（Place de Jaude）是克莱蒙费朗历史城区的中心，该地的主要历史建筑集中于其四周；而现代克莱蒙费朗的城市几何中心则为德里尔广场（Place Delille），以该广场为起点的三条道路：乔治·库通大街（Avenue Georges Couthon）、特吕达讷大道（Boulevard Trudaine）和蒙洛西耶街（Rue Montlosier）分别向东北、正南和西北三个方向延伸，形成了克莱蒙费朗的城市主轴线。
克莱蒙费朗的城市规划与建设事务由其市政府及都会区共同负责，其制定的《克莱蒙费朗城市区域发展总体规划》（PLU de Clermont-Ferrand）以及《克莱蒙费朗都会区域发展总体规划》（PLUi de Clermont-Ferrand）为当地的城市建设提供了总体发展方向。

### 建筑
克莱蒙费朗境内有多处法国国家文物保护单位，其中克莱蒙费朗主教座堂、若德广场及附近的圣皮埃尔代米尼姆教堂等为当地的代表性建筑物。

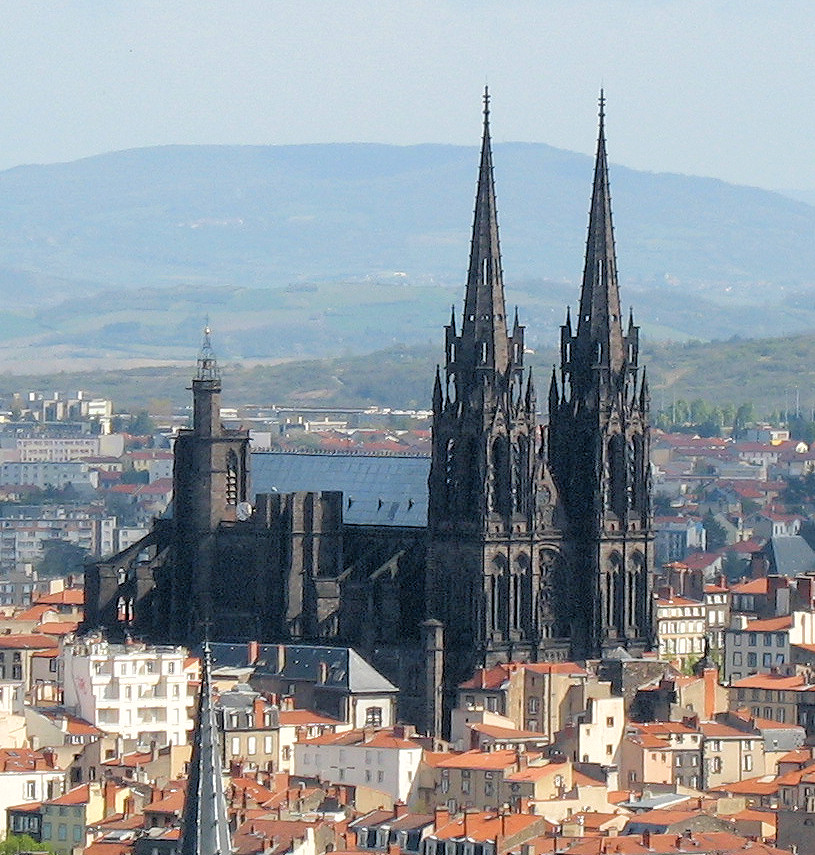
圣母升天大教堂
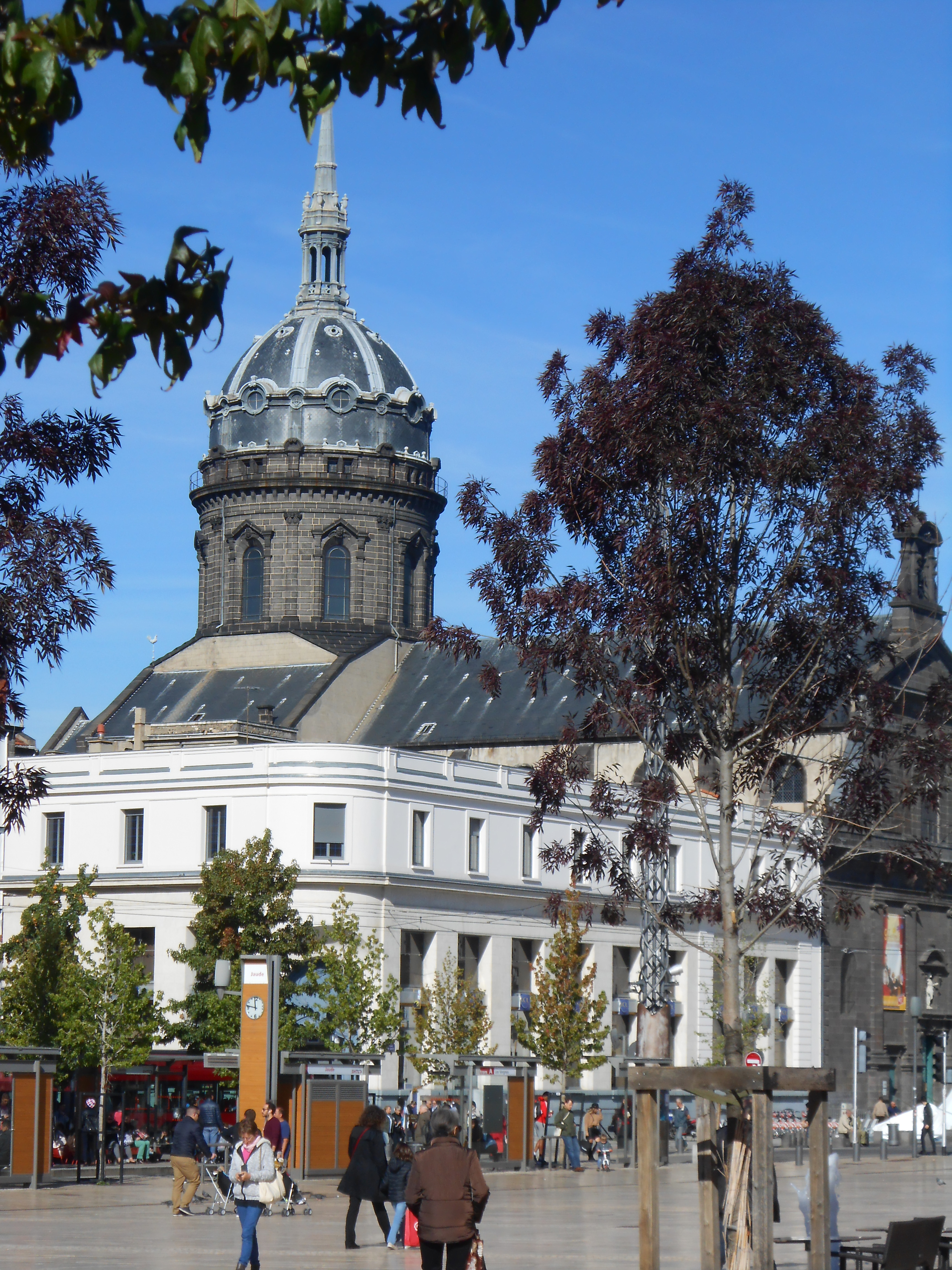
圣皮埃尔代米尼姆教堂（法语：Église Saint-Pierre-des-Minimes）
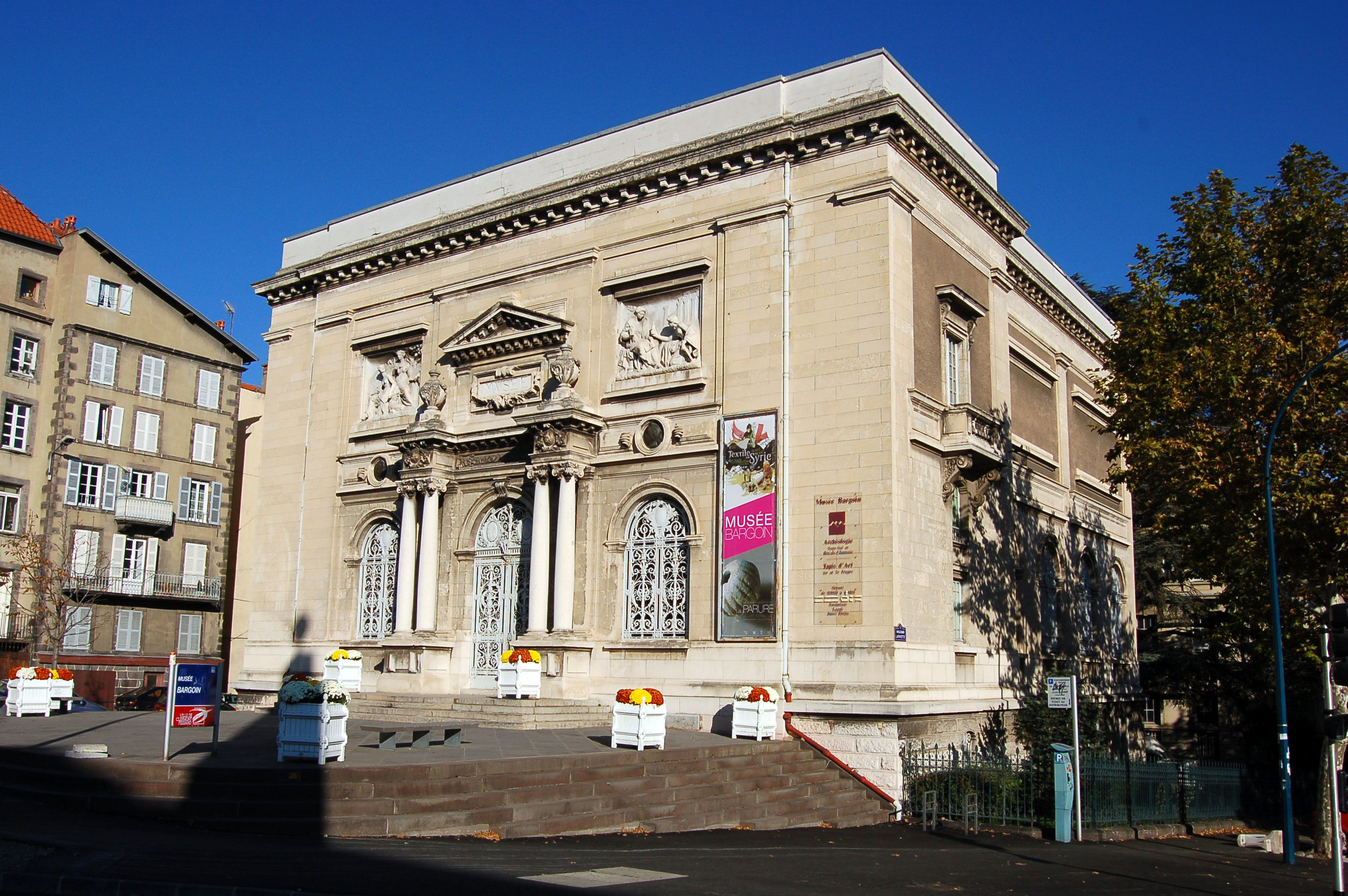
巴尔古安博物馆（法语：Musée Bargoin）
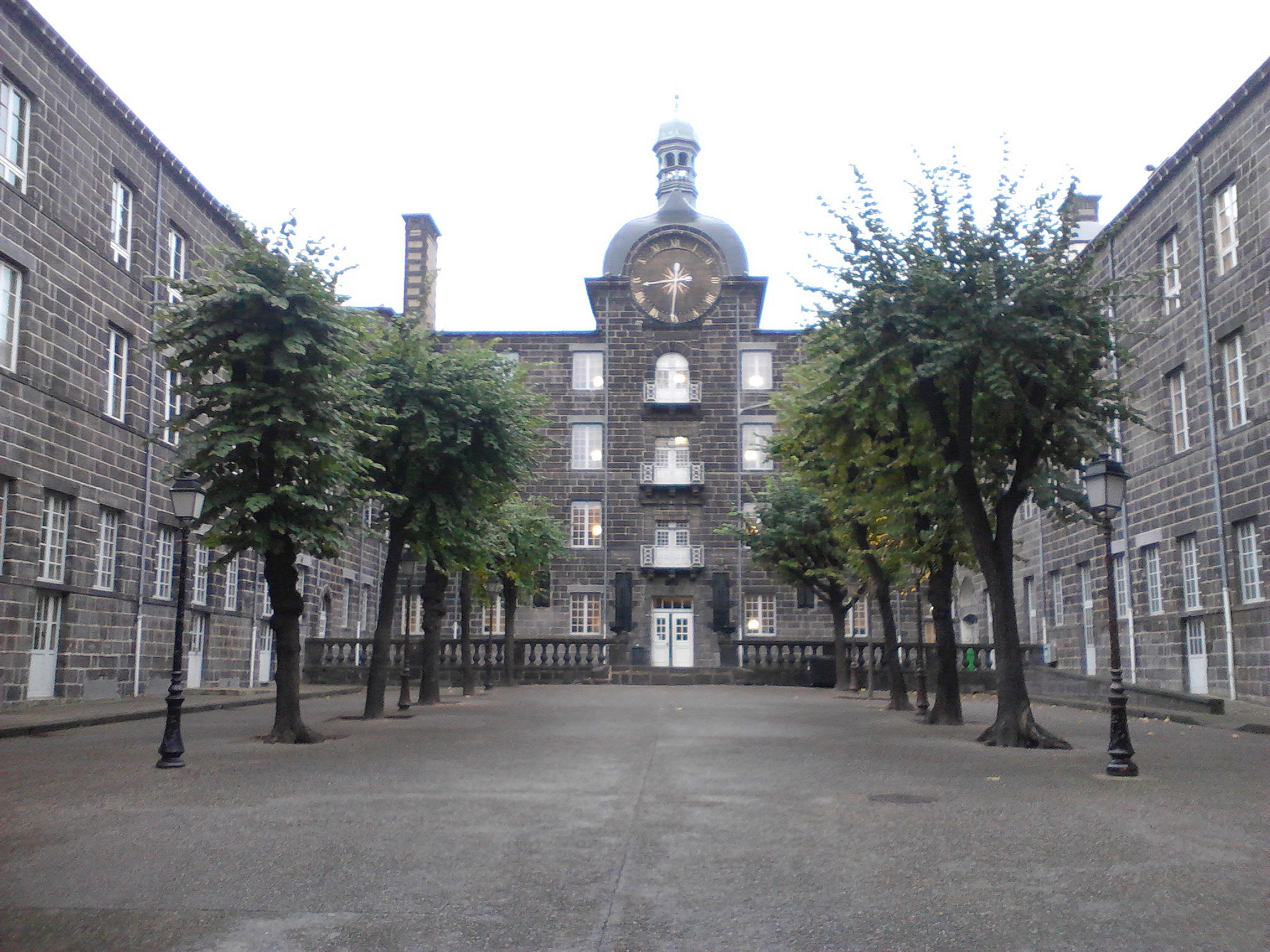
帕斯卡文化中心
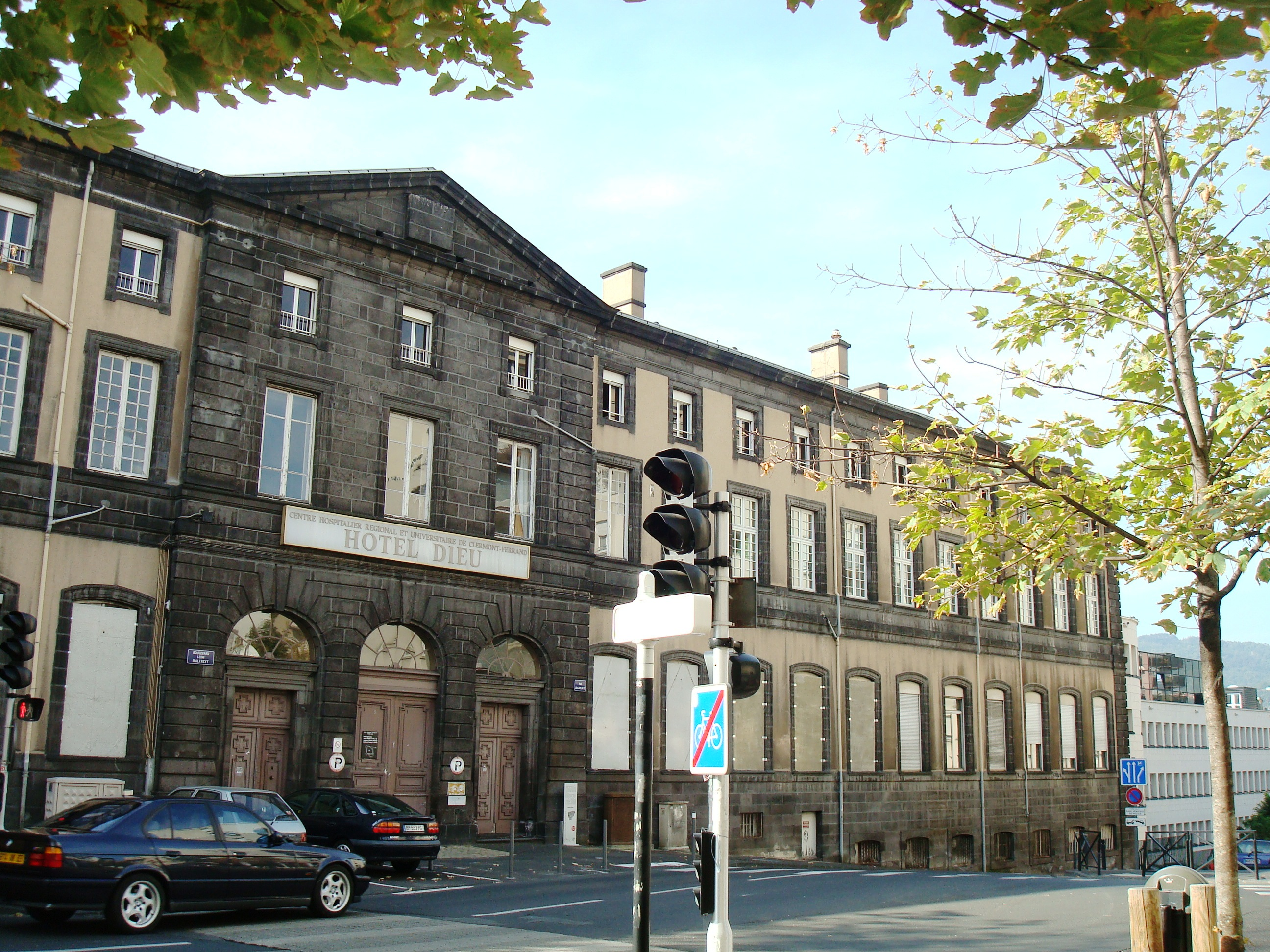
克莱蒙费朗神学院（法语：Hôtel-Dieu de Clermont-Ferrand）

### 旅游
克莱蒙费朗是法国重要的旅游城市之一，被《米其林旅游杂志》评为两星级。市区内的旅游景点以历史建筑为主，共有178处法国国家文物保护单位，代表性景点包括港口聖母教堂和克莱蒙圣母升天大教堂，其中后者以火山岩作为建筑材料，高90米，是克莱蒙费朗的地标性建筑物，也是天主教克萊蒙總教區的教座和圣雅各之路中线上的一站。
克莱蒙费朗也因其周边独特的山地自然景观和火山遗址而闻名，代表性景点法国本土首个独立的世界自然遗产包括谢讷德皮-利马涅断层构造区、多姆火山口森林公园、维尔卡尼亚火山游乐园、多尔山滑雪场等，同时克莱蒙费朗也是由巴黎及法国北方前往法国中央高原中南部各旅游景点的重要中转站。
截止2018年1月1日，克莱蒙费朗境内设有1处旅游接待中心（Office de Tourisme）和42家宾馆共计2,425间房间。

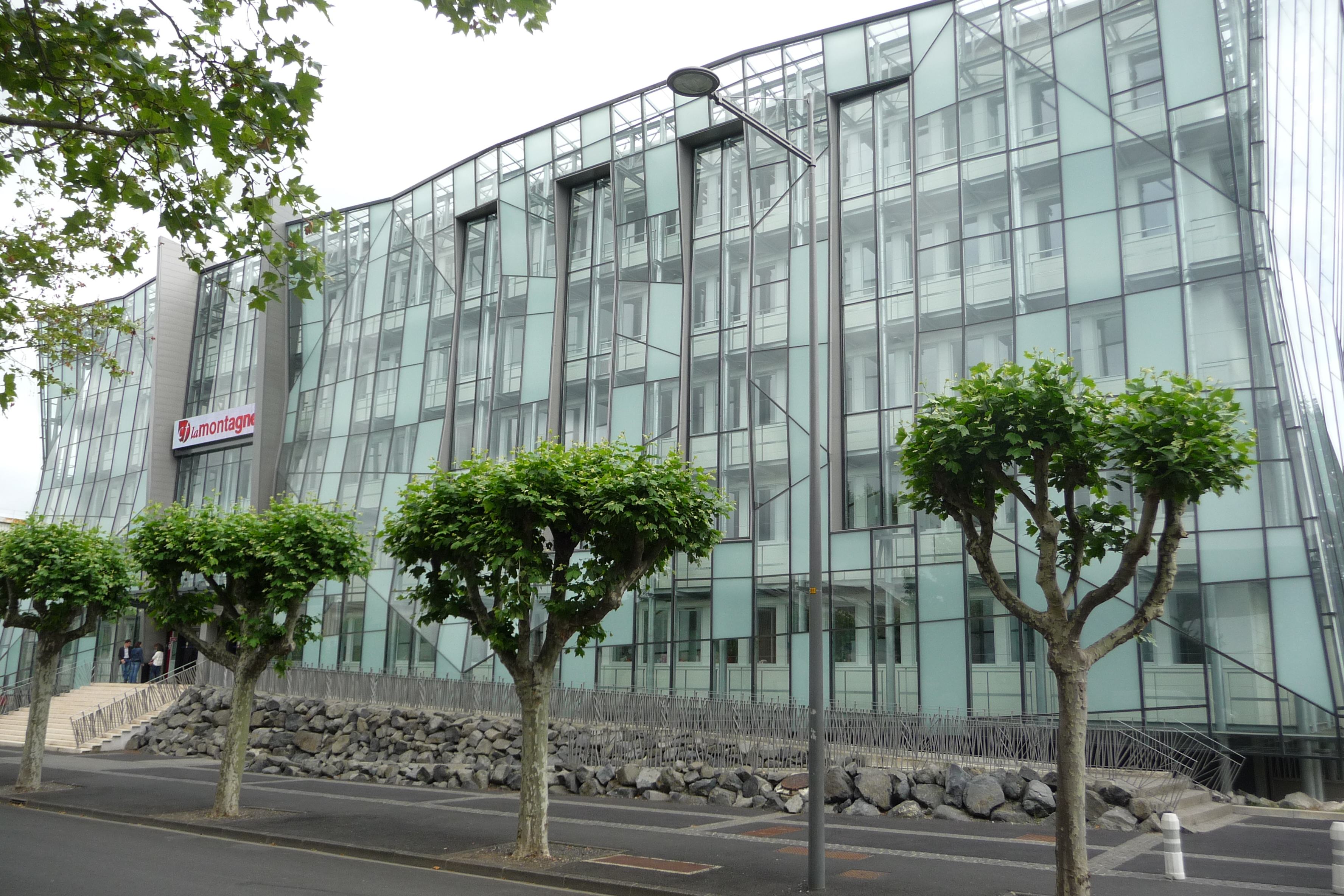
《山岳报》在克莱蒙费朗市区的报社总部大楼

### 媒体
法国本土主要的国家性电视台在克莱蒙费朗均可接收，其中法国电视三台下属的奥弗涅-罗讷-阿尔卑斯大区频道在部分时段播放地区性新闻。
在广播电台方面，思乡广播、维珍广播、真爱广播和法兰西蓝色广播在克莱蒙费朗境内设有分台，阿韦尔尼广播是克莱蒙费朗地区主要的地方性广播，总部位于克莱蒙费朗北郊的热尔扎境内；《山地报》是法国一个重要的地方性报社，创建于1919年，总部位于克莱蒙费朗，发行区域包括了原奥弗涅大区和利穆赞大区内的7个省；《信息杂志》则是当地的一个地方性周刊，免费发行。

### 饮食
受地理位置的影响，克莱蒙费朗的地方性传统食品材料以畜牧业农产品为主，代表性食物包括奶酪、烤鸡、牛排等，而红酒、海鲜等产品则相对较为少见。随着区域间交流的频繁，一些外来餐厅也开始在克莱蒙费朗出现，如法国本土的布法罗烧烤、肉铺餐厅、河马餐厅，以及国际连锁快餐如麦当劳、汉堡王、肯德基等。2019年，克莱蒙费朗境内共有4家餐厅被列入《米其林星级餐厅名单》。

### 宗教
克莱蒙费朗是天主教克萊蒙總教區的总督所在地，该总教区管辖3个教省和32个祷告院，现任總主教为弗朗索瓦·卡利斯特，自2016年起担任。
克莱蒙费朗也是重要的穆斯林活动中心，位于市中心的克莱蒙费朗大清真寺于2010年建成，而主要的穆斯林街区则集中在市区北部。
此外，克莱蒙费朗犹太会堂位于市中心，建于1862年，现已被列入法国国家文物保护单位。

### 语言
克莱蒙费朗历史上曾通用奥弗涅方言，该方言属于法国南方奥克语的一个分支，自19世纪以后，奥弗涅方言以基本被现代法语代替，并因使用人数减少而被联合国教科文组织列为瀕危語言。

## 相关人物
天主教人物都爾的額我略和法国物理学家布莱兹·帕斯卡出生于克莱蒙费朗。

## 对外交流
截止2019年8月，克莱蒙费朗共与7座城市互结为友好城市，另有一个国家在克莱蒙费朗附近设有领事馆。
| - 英格兰 索爾福德 - 苏格兰 阿伯丁 - 德国 雷根斯堡 - 西班牙 奥维耶多 - 美国 诺曼 - 比利时 戈梅利 - 葡萄牙 布拉加 | - 葡萄牙驻克莱蒙费朗领事馆，其馆址位于克莱蒙费朗北郊的塞巴扎境内。 |